# Rongo rongo

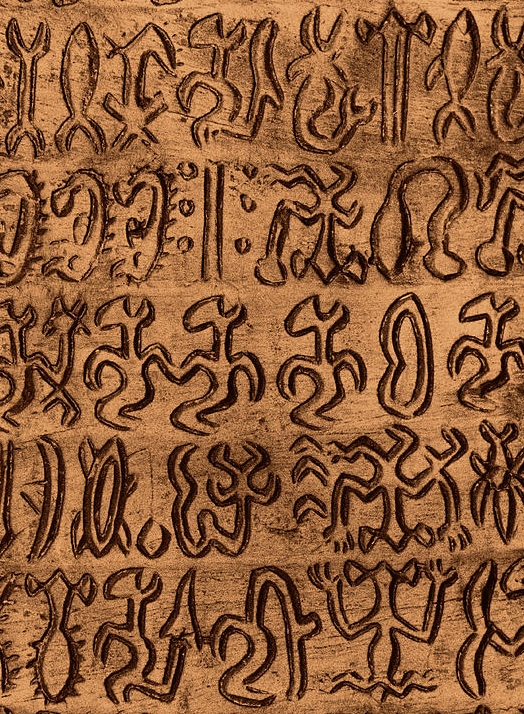
Símbolos rongo rongo.

Se conoce con el nombre de rongo rongo (en rapanui: roŋoroŋo)a un sistema de escritura descubierto en la isla de Pascua en el siglo XIX, tallado primordialmente con puntas de obsidiana y luego repasadas con diente de tiburón, en su mayoría sobre tablillas de madera. Se cree que el primer registro más antiguo hallado de rongo rongo es una tablilla de madera que data entre los siglos siglo XV a XVI. Sin embargo hay otros indicios de que se trata de un desarrollo mucho anterior a cualquier exposición a otras escrituras y que sea más de lo que se piensa, como los miles de petroglifos (algunos de ellos en moáis) que hay en la isla que se asemejan a los caracteres del rongo rongo, esto podría sugerir un uso más antiguo de este sistema de escritura de rongo rongo.
Los rapanuis la llamaron también kohau rongo rongo. La traducción corriente del término kohau es madera que sirve para fabricar el casco de las canoas, y rongo rongo (en rapanui: roŋoroŋo) es mensaje.
Hay autores que dicen que esta forma de escritura es la única escritura estructurada en toda Oceanía, aunque falta todavía un desciframiento fiable para comprobarlo. Los símbolos o los glifos vienen tallados a lo largo de ranuras hechas con antelación al grabado en los artefactos y son de una altura media de entre 9 y 14 mm. Parecen representar gráficamente pequeñas figuras de seres antropomórficos en diversas posturas, otras criaturas de fantasía que se asemejan a las aves, a las plantas y a otros animales terrestres y acuáticos, objetos celestes, así como también objetos geométricos, pequeños anzuelos, entre otros. Entre una de las particularidades del rongo rongo es que la primera línea se escribía de izquierda a derecha, luego se daba vuelta a la tabla 180 grados para escribir la siguiente línea, y así sucesivamente. Aproximadamente hay unos 400 caracteres registrados de rongo rongo.

## Descripción

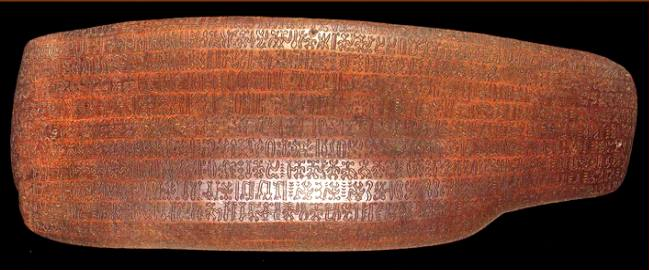
Tablilla escrita.

Los signos que componen los textos están mayormente bien estilizados, tienen casi la misma altura y vienen alineados sin aparente división (espacios blancos o signos de puntuación) entre ellos, formando un tipo de escritura continua, típica de algunos sistemas de escritura antiguos, p.ej. los textos antiguos de la literatura griega o ciertas muestras del idioma etrusco. Las inscripciones terminan cuando aparece algún "nudo", alguna protuberancia natural u otra irregularidad (por ejemplo fragmentos carcomidos, quemados por el fuego, arruinados por la humedad) sobre la superficie de los objetos o como es de esperar, cuando el espacio físico sobre ellos se agota. El tamaño y la forma de las tablas, cuya edad está aún por determinar con exactitud, son dispares. En total, las 27 piezas encontradas contienen textos que suman unos 17.000 glifos. A diferencia de nuestro alfabeto latino, que contiene 26 caracteres únicos, el rongo rongo tiene unos 400. Comparándola con la escritura cuneiforme, la más antigua que se conoce en el mundo y que proviene de Mesopotamia, cuenta con más de 600.
Se dice que las tablillas se deben leer a partir de la primera línea del rincón izquierdo del recto y continuar de manera lineal hasta el fin del renglón y luego darle la vuelta para seguir con el próximo. (Sin embargo, el texto inscrito encima del Bastón de Santiago resulta una excepción). No obstante, no está bastante claro si todas las tablillas contienen un documento de carácter unitario o si alguna de ellas podría servir de depósito o colección de documentos diferentes, por lo que el punto de partida de lectura es un asunto pendiente. Observando la fragmentación del texto en secuencias desiguales, hay razones para creer que algunas tablillas retienen esa función. Fischer dice que la tablilla Mamari tiene la apariencia de ser un encadenamiento de varias secuencias de distintas clases Al parecer, Fischer estaba en lo cierto, pues al analizar estructuralmente el texto C, llamado «tablilla Mamari», se observan grupos de secuencias que se repiten en ambos lados del artefacto. Esas distintas secuencias, compuestas en mayor grado de elementos idénticos o semejantes, podrían testificar a favor de «listas», «estribillos» o «fórmulas», tan arraigados y comunes en el folclore antiguo de Rapanui. Varios estudiosos dan cuenta de la posibilidad de listas incluidas en varios objetos rongo-rongo en consideración de glifos delimitadores sin valor fonético del tipo 380.1 (3/52), véase Barthel (1958), Horley (2007:28). Verbigracia, esos glifos señalarían el inicio o el fin de oraciones paganas relacionadas con prácticas mágicas, destinadas a capturar prisioneros de guerra y posiblemente tramitar venganza y muerte a los malhechores; no faltarían tampoco secuencias toponímicas u onomásticas insertadas entre dichos delimitadores. Es de esperar que los glifos rongo-rongo organizados e incrustados en tales grupos secuenciales, reflejen parte de la cultura precristiana pascuense. Sería descabellado pensar que el escriba derrochara talento, material precioso y escaso —madera— y tiempo para grabar un galimatías de símbolos y bobadas parecidas en la superficie de la tablilla 'Mamari'.

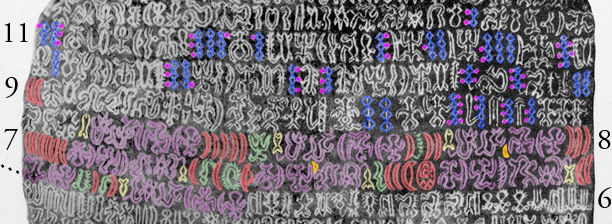
Análisis de la escritura, posiblemente un calendario.

Cuando Jacques B.M. Guy comenta tres tablillas, la de 'Gran Santiago' (Texto H), la de 'Gran Leningrado' (Texto P) y la de 'Pequeña Leningrado' (Texto Q), que él considera que trasmiten «casi exactamente el mismo texto jeroglífico», y las compara con el contenido de la tablilla Tahua (Texto A o ‘el Remo’), observa que esta tiene el aspecto de ser ‘‘una compilación, como colección de textos abreviados, ya perdidos, salvo su principio, encontrados en esas otras tres tablillas’’

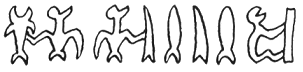
Secuencia de signos.

Mencionamos de nuevo que el material utilizado para el grabado de los signos rongo-rongo, el soporte en otros términos, es madera. La elección del soporte está establecida comúnmente por los recursos materiales que el perímetro natural pueda ofrecer a los escribas nativos. En el caso de los antiguos rapanuis, la mayor parte de los signos tallados aparecen sobre madera, y en menor medida sobre material rupestre, como petroglifos, y posiblemente sobre huesos de peces grandes y mamíferos marinos. Si los escribas hubieran grabado en otros materiales perecederos como calabaza o cuero, se espera que con el paso de tiempo, se hubiesen destruido los ‘textos’ que venían allá. En caso de soportes perdurables, como madera dura o piedra, la probabilidad de supervivencia es mayor; no obstante, las condiciones atmosféricas y físicas del entorno combinadas con la violencia ejercida por los humanos, son soberanamente determinantes. Además, habrá que rememorar que el soporte condiciona la forma de los signos. Por tanto, la solidez y la textura de fibras de la leña condicionarían hasta cierto punto la simplificación o sofisticación morfológica de los signos rongo-rongo incisos en las tablillas. El material en el que se han grabado los glifos pertenece a varias especies de árboles autóctonos o forasteros. Entre los árboles nativos, se podrían citar el toromiro  (Sophora toromiro), el makoi (Thespesia populnea), el hau (Triumfetta semitriloba)  y el sándalo (Santalum). Así, Métraux (1940:17) comentaba que «la madera de una de las tablillas [rongorongo] en el Museo del Arte Popular en Viena (22869) ha sido analizada y reconocida como Thespesia populnea». En el caso del material ‘forastero’ eso es comprensible, si tenemos en cuenta la escasez de la forestación en la isla de Rapanui, especialmente en un período relativamente tardío de su historia. Los habitantes recogían al azar piezas flotantes de madera a la deriva para poder inscribirlas y seguir así con la tradición.

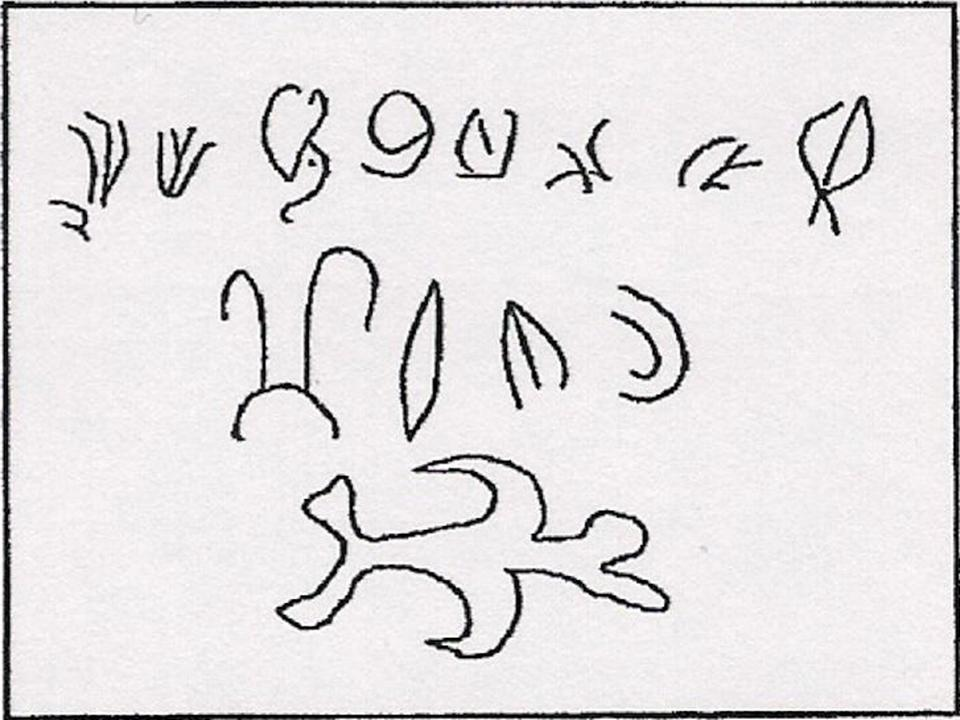
Primer documento rongo rongo conocido. Firma de los jefes rapanui del acta de anexión de la Isla de Pascua a la Corona española, con ciertos caracteres según su estilo, 20 de noviembre de 1770.

Para algunos investigadores, estos signos o glifos parecen demostrar la existencia, en el pasado, de una forma de escritura, aparentemente sin antecedente similar en toda Polinesia. No obstante, en Oceanía se da el caso del documento del “Tratado de Waitangi” (Treaty of Waitangi, en inglés) de 1840 firmado por representantes de la monarquía inglesa y un grupo de jefes tribales maoríes, quienes sorprendieron a los presentes mediante «series enteras de símbolos» 1935), describiendo por consiguiente la posibilidad de una escritura emblemática entre los nativos (véase Métraux 1940:400). También existe cierta controversia sobre si la escritura de Rapa Nui surgió de manera independiente —ex novo— como en el caso del chino o del sumerio, o la idea de la escritura fue tomada tras contacto con los exploradores europeos, precisamente tras la visita del navío San Lorenzo y la fragata Santa Rosalía, de la Real Armada Española, en noviembre de 1770. Durante aquella expedición española, conocida como Expedición de González de Haedo, los españoles tomaron posesión de la Isla de Pascua, bautizándola como isla de San Carlos, tras acordarlo con varios jefes indígenas, que firmaron el acta correspondiente con «ciertos caracteres según su estilo», en lo que supuso el primer documento conocido en el que aparece la escritura rongo-rongo.

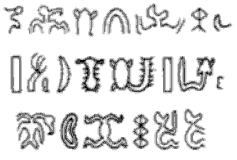
Ejemplo de escritura.

Se suele teorizar que los signos rongo rongo pueden ser indicadores de un sistema logográfico-fonético, en el cual cada signo o grupo de signos podría representar nombres propios de caciques y su descendencia, distintas actividades bélicas o económicas u otros conceptos relacionados con la cosmogonía pascuense, etc. Los caracteres están grabados en líneas horizontales paralelas. Una de las propiedades de esta escritura es que se trata de inscripciones en «bustrófedon inverso»: mientras en una línea los signos se encuentran en posición normal, en la siguiente se hallan invertidos respecto al renglón previo de modo que, para leer una tablilla, esta debería invertirse cada vez que se inicia una nueva línea. Aunque se desconoce qué significan estos símbolos, se han hecho varios intentos de decodificar lo tallado.

## Identificación botánica y antigüedad
La estudiosa y publicista francesa Catherine Orliac, del Centre National de la Recherche Scientifique (en París), publicó en 2005 en la revista Archaeology in Oceania 40:3, el artículo «The rongorongo tablets from Easter Island: botanical identification and 14-C dating» (traducción: ‘las tablillas de rongorongo de la Isla de Pascua: identificación botánica y prueba de radiocarbono’), cuyo significado está vinculado directamente con uno de los asuntos más controvertidos del fenómeno rongo rongo: la edad de las inscripciones. Algunos resultados de su trabajo y la datación realizada en un laboratorio de Miami hicieron saber que la madera de la pequeña tablilla de San Petersburgo tiene datación: 1680-1740, con el método de análisis de las fibras y círculos en la madera y no de carbono 14). Lo que parece favorecer la opinión que las inscripciones preceden la visita de los españoles en 1770, aunque por otro lado se ven menoscabados por la accesibilidad de la autora a todos los documentos diseminados por varios museos del mundo. Así y muy a pesar de los estudiosos, solo uno de ellos, el texto Q, fue analizado mediante la prueba de C-14, imposibilitando como consecuencia la extracción de conclusiones de peso, que podrían obtenerse analizando más manuscritos del corpus. A través este método conocido como datación por radiocarbono, un grupo de científicos encontró que al menos una de las tablas data de entre finales del siglo XV e inicios del siglo XVI.
Seis tablillas y un reimiro (pectoral decorativo) grabado con 44 glifos, por ejemplo, los textos G y H, B y C, el texto Q, los textos K y L, siendo el último el reimiro, fueron identificados como incisos en madera de Thespesia populnea, familia de las Malváceas, conocido en Rapanui con el nombre de makoi. Esos resultados están en parte conforme con el material de los artefactos, y por otro lado, ellos parecen apoyar lo dicho por Métraux (1940:17) cuando dice que «el árbol es frecuentemente aludido en leyendas y canciones»  (This tree is frequently alluded to in legend and songs) .
Thespesia populnea, el árbol-rosal de Oceanía, cuando es joven tiene una ligera coloración rosa y cuando envejece se vuelve de color rojizo oscuro con destellos morados. Puede alcanzar una altura máxima de 15 metros y según el estudioso Zizka (1991:20, 51), citado por Orliac, fue traído a Rapanui por los primeros colonos polinesios en el siglo VIII. Lavachery dice acerca de ese árbol que es ligero, sin consistencia, e igualmente de talla pequeña.
Examinando el ancho de las tablillas para determinar si ellas fueron grabadas en el corte transversal de una rama o de un tronco de Thespesia populnea, tampoco permitió a la autora llegar a una conclusión. La excepción parece ser la tablilla Mamari que muestra algunos vestigios de los vasos de savia, indicando por tanto que fue incisa en el corte de un tronco de 19,5 cm de diámetro, correspondiendo a un árbol crecido de 15 m de alto. Ese descubrimiento pone interrogativos sobre la edad de dicha tablilla y en un contexto más amplio, sobre la edad de la escritura rongo rongo. Los primeros navegantes europeos, Roggeveen (1722), González (1770), Cook (1774) y La Perouse (1786), no mencionan vegetación alguna de esa altura en sus informes, sino parecen coincidir en la ausencia de árboles grandes en la superficie de Rapanui. Eso podría decirnos que Mamari hubiera sido grabada antes de la desaparición del bosque que antaño cubría la isla, documentada mediante el análisis del carbón de haber ocurrido en la primera mitad del siglo XVII.
El análisis espectrométrico de 20 mg de madera extraídos del objeto en el que viene inscrito el texto Q, alias la tablilla 'Pequeña de San Petersburgo', por la razón que fuera, dio lecturas variadas: a) 1680-1740, b) 1800-1930 y c) 1950-1960. Aquí habría que incluir dos observaciones de la autora: a) la esperanza de vida de Thespesia... llega a los 80 años como máximo y b) el estado de conservación del árbol en las regiones tropicales no es óptimo debido a la densidad mediana del tronco; por tanto la propensión a la acción de los elementos es muy alta. Métraux (1940:393) también se pregunta en caso de que las tablillas fueran realmente antiquísimas si pudieran haber soportado las condiciones físicas en las que se mantenían. «The wooden tablets could not have been kept for centuries in rain-drenched, thatched huts, or in caves» [Trad: ‘Las tablillas de madera no podían haber sido preservadas durante siglos en chozas con techos hechos de follaje y caladas por la lluvia, o en cuevas’]. En tales circunstancias, los objetos rongo-rongo, solo en condiciones excelentes de conservación, parecidas quizás a las de un museo moderno, podrían gozar de larga o muy larga vida. Otro argumento ofrecido por Orliac respecto a la antigüedad de Mamari, es la presencia del signo 067, llamado en idioma rapanui «niu» que en realidad significa ‘nuez de coco’ y que se podría asociar con el árbol Paschalococos disperta, naunau opata en nombre vernáculo, una especie de palmera que tiene el tronco algo hinchado a modo de una botella, emparentada con Jubaea chilensis. La representación de dicho diseño tenía que ser realizado en un tiempo cuando la palmera seguía presente en la isla y estaba ante la vista de los habitantes. Por otra parte, nadie sabe con certeza si dicho signo se relaciona pictográficamente con la palmera, si representa una entidad completamente diferente de la botánica o si implica una sílaba o palabra entera en el lenguaje rapanui.
Lo único cierto de ese trabajo que contiene un análisis xilológico detallado, es la identificación de Thespesia populnea como el material usado para las inscripciones. En cuanto a la edad, tras la prueba de radiocarbono, lo dicho por Orliac es desconcertante, «In fact, there is no irrefutable argument enabling one to claim that the small St Petersburg tablet dates to the end of 17th century or the beginning of the 18th, rather than the 19th century» [traducción: ‘de hecho, no hay argumento irrefutable que podría permitir a alguien afirmar que la tablilla de San Petersburgo estuviera fechada a finales del 1600 o a principios del 1700, o durante el 1800’]. 
Según un estudio reciente de las 27 tablillas de madera de rongo rongo encontradas en la isla de Pascua una de ellas data entre los siglos siglo XV y XVI. En este mismo estudio se recalca hay otros indicios de que un desarrollo mucho anterior a cualquier exposición a otras escrituras, como los miles de petroglifos (algunos hallados en moáis) que hay en la isla que se asemejan a los caracteres del rongo rongo, esto podría sugerir un uso más antiguo de este sistema de escritura de rongo rongo.

## Historia
La escritura rongorongo era conocida por los llamados tangata rongo rongo o maorí rongo rongo, personas bien entrenadas en su canto y lectura. Rongo rongo significa, en esa lengua, "recitar, declamar, leer cantando", según los registros de Sebastian Englert, un lingüista y fraile capuchino que fue de los primeros en realizar actividades misioneras y científicas en Rapa Nui.
Sin embargo, es un sistema de escritura que permanece indecifrado. Es decir, nadie ha reconstruido la correspondencia sistemática entre cada signo y los sonidos que registra. Por tanto, las tablas no han podido ser leídas y entre los expertos no hay consenso total.
Algunas hipótesis ofrecidas proponen que los signos inscritos en las tablillas servían como ayuda, a modo de memoria technica al estilo de los pallares de las tribus confederadas moche, de Perú (Larco Hoyle 2001 [1938]), de los cinturones bordados wampum de los amerindios iroqueses, de las conchas caurí de los Yoruba de Nigeria, etc, para almacenar y recordar cantos religiosos, tradiciones y genealogías. El conocimiento del significado verdadero de las inscripciones se perdió cuando esclavistas provenientes de Perú se llevaron de Rapa Nui, entre los años 1862 y 1863, a gran parte de los hombres en edad de trabajar para la labor penosa de la extracción y explotación de guano en las islas Chincha de Perú. Sin embargo, su destino final parece haber sido el de braceros y de siervos trabajando para los terratenientes peruanos del continente. Entre ellos, es de suponer, iban los tuhunga tā, los expertos versados en la tradición sabia de kohau rongo-rongo y cuando estos murieron lejos de su tierra ancestral, su conocimiento parece haberse perdido irremisiblemente. De manera paralela, el padre Sebastián Englert (1948) ha comentado «estos conocimientos han bajado a la tumba con los tangata manu, hombres sabios en ciencia antigua».
Los entendidos en la materia dicen que quedan 27 objetos de madera auténticos en total, conservados en varios museos del mundo, más la reproducción de un objeto destruido, que contienen signos rongo rongo: catorce tablillas completas, nueve fragmentos de tablillas, dos reimiros (pectorales decorativos), uno siendo el llamado «reimiro de Londres 9295», texto L con unos 44 glifos incisos y el otro, un reimiro de un signo compuesto (un diglifo), conocido como el Reimiro de Londres 6847, texto J, un bastón de cacique, el Bastón de Santiago, que contiene el mayor número de glifos tallados, casi unos 2320 de ellos (según Fischer 1997) y una estatuilla esculpida en madera, conocida como tangata manu, el "hombre-pájaro". Sin embargo, se sabe que hubo muchas más inscripciones porque el primer misionero en Rapa Nui, el Hermano Eugène Eyraud (1820-1868), describió la existencia de centenares de tablillas y varas grabadas en un informe enviado a su superior en diciembre de 1864.
A finales del siglo XIX, pocos años después de la destrucción de la sociedad de la Isla de Pascua por las incursiones de esclavos y las epidemias introducidas, dos investigadores aficionados registraron lecturas y recitaciones de tablillas de rongorongo por parte de los isleños de Pascua. De estas narraciones se abusaron posteriormente, y a menudo se consideran sin valor, pero son los únicos relatos de personas que pueden haber estado familiarizadas con las fuentes de primera mano.
«Dans toutes les cases on trouve des tablettes de bois ou des bâtons couverts de plusieurs espèces de caracteres hiéroglyphiques: ce sont des figures d'animaux inconnues dans l'île, que les indigènes tracent au moyen de pierres tranchantes» [traducción: "En todas las chozas se encuentran tablillas de madera o varas cubiertas de muchos tipos de caracteres jeroglíficos: esas son figuras de animales desconocidos en la isla que los nativos los graban mediante piedras afiladas (puntas de obsidiana)"].
Los pascuenses, diezmados por las enfermedades y la esclavitud (a finales del siglo XIX quedaban solo unos 200 nativos en la isla), otorgaron poderes mágicos a las tablillas, tanto beneficiosos como malignos, pero algunos misioneros, considerándolas ‘satánicas’ lograron convencer a buena parte de sus poseedores para que las utilizaran como combustible para calentarse o que se deshicieran de ellas de otras maneras. Otras simplemente se pudrieron en las cuevas donde estaban escondidas. Actualmente, la probabilidad de encontrar una auténtica tablilla rongorongo es prácticamente nula. Los objetos originales conservados en los museos son de valor incalculable y una fuente de importancia primaria para el probable desciframiento de ese sistema de escritura único en el mundo.

## Intentos de comprensión y desciframiento de los Kohau RongoRongo
En teoría, cada escritura concebida por los seres humanos se podría esclarecer por otros humanos. Sin embargo, el proceso para llevar a cabo la comprensión de los elementos y como estos deben ser interpretados conlleva bastante trabajo. A la hora de confrontarse con los “Kohau RongoRongo”, el problema resulta del todo espinoso debido a unos factores de naturaleza objetiva. Las razones de lo anterior son:
1. Por ahora, el número de documentos legítimos ‘Kohau RongoRongo’ es exiguo. A falta de un corpus relevante, no puede conocerse con certeza el repertorio completo de los signos kohau rongo rongo y la variedad estándar del Rapanui escrito —si hubo una—, indispensables para la indagación y comprensión coherentes. La insuficiencia documental puede reducir asimismo las oportunidades para un desciframiento viable ya que se necesitan estudios y comprobaciones independientes para validar las distintas hipótesis de trabajo.
2. La ausencia de textos bilingües. Dado el aislamiento aparente en el que se desarrolló esa forma de escritura, es impensable hallar un bitexto o tritexto a guisa de una ‘Piedra de Rosetta’.
3. El desconocimiento de la historia de la evolución de los signos gráficos compromete más dicha tarea. Es muy posible que la lengua rapanui haya cambiado y sido contaminada a través de los años, mientras la forma escrita se haya estancado en cierto segmento del tiempo, resultando por efecto en una discrepancia intrincada.

Las circunstancias mencionadas llevan a postular lo siguiente: sería forzoso someter a detallado examen estructural los textos existentes; ofrecer una explicación expositiva sobre la manera de catalogar y fraccionar mejor los signos, basado en su presencia contextual y no en su forma de diseño; consultar con cautela todos los materiales genuinos autóctonos concernientes su desciframiento; la revelación del significado de los ‘Kohau RongoRongo’ parece que se va a realizar poco a poco, durante un proceso largo, en el que las limitaciones susodichas y cierta subjetividad eventual, si bien no deseadas, insinuarían un papel concreto.

## Varios intentos de descifrar el significado de los kohau rongo rongo
En el curso de 140 años el kohau rongo rongo ha sido objeto de investigación intensa, así como objeto de un debate encendido por parte de mucha gente, tanto de formación sólida académico (lingüístico, epigráfico, etnológico y antropológico), como de gente aficionada a los enigmas y con una imaginación particularmente alta, propensa a juicios temerarios y explicaciones estrafalarias de las más variadas. Teniendo presente la historia de las investigaciones y las disputas relacionadas con el sentido del kohau rongo rongo, es de esperar que las discusiones serias y las anodinas y de poca trascendencia, sigan existiendo también en un futuro cercano. Muchos de los intérpretes, descifradores y estudiosos parecen y tienen una inclinación a disentir de forma constante respecto a la metodología y al significado concreto de los signos rongo rongo. Parece que, al igual que en otros casos de desciframientos exitosos (el Egipcio antiguo, el Lineal B, el Maya) o en los casos de desciframientos aún no acertados (el etrusco, el Lineal A, la escritura del Indo, el meroítico, el Disco de Festos), las disputas y la rivalidad son parte indispensable del proceso.
De momento, se estima que la tarea discreta de entender las inscripciones del kohau rongo rongo desborda los intentos realizados hasta la fecha, si bien inversamente se podría predecir con algo de optimismo que los variados trabajos serios tenderán a contribuir paulatinamente y a la larga a su comprensión.
Abajo, viene una lista incompleta que incluye a las personas que han contribuido con diversos estudios, destinados en principio, a la aclaración y el desciframiento del fenómeno rongo rongo.

### Eugène Eyraud, el primero en avisar sobre los Rongorongo
Eugène Eyraud vivió solo cuarenta y ocho años (1820-1868) y sin embargo, su nombre se relaciona históricamente con la información que dio al mundo acerca de la existencia de los objetos rongorongo. Dicha noticia está registrada en la carta que mandó en diciembre de 1864 al superior de la orden religiosa de la que formaba parte. El Hermano laico Eyraud llegó a la Isla de Pascua a principios de enero de 1864, enviado por la Congregación de los Sagrados Corazones de Jesús y María (SS.CC). A causa del despecho de los habitantes, la labor evangelizadora no dio tantos frutos como él había esperado, viéndose obligado a dejar la isla en nueve meses. Regresó después en compañía del Padre Hippolyte Roussel para extender la misión cristiana. Sucumbió a consecuencia de la tuberculosis en 1868. Los centenares de objetos rongo rongo, sobre los cuales da fe, muestran la existencia de una tradición antigua aún duradera, a pesar de los devastadores efectos de las razzia o correrías de los esclavizadores peruanos, la viruela y otras enfermedades traídas por los repatriados pascuenses y las guerras domésticas entre las tribus. Teniendo presente la carestía de madera en esos años en Rapanui, los centenares de objetos rongorongo mencionados —tablillas, bastones, báculos, etc.— por Eyraud, apuntan hacia dos posibilidades, a) la antigüedad de ellos cuando la isla seguía estando cubierta de árboles nativos bien crecidos, suministrando el material para el tallado o el grabado, b) la explotación azarosa de la madera abandonada y/o descarriada por los balleneros, los buques de investigación científica, las embarcaciones de línea y de los navíos militares que solían visitar la Isla de Pascua por aquel entonces (siglos XVIII-XIX). Toda esa riqueza etnográfica y lingüística se reduciría en apenas dos-tres años en dos docenas de objetos que representan el corpus actual de Rongorongo.

### El obispo Etienne “Tepano” Jaussen
En los anales del desciframiento del rongo rongo, Monsignor Jaussen figura como el primer sabio conocido que trató de descubrir el significado que se ocultaba tras sus signos. En 1871 el obispo recopiló ‘el significado’ de muchos de los signos en un cuaderno particular. Para ello, se basó en la lectura de un nativo rapanui que trabajaba entonces como jornalero en Tahití, llamado Metoro Tau’a Ure, quien cantó ante su presencia el contenido supuesto de cuatro tablillas. Las tablillas recitadas eran las de Aruku-Kurenga, Tahua, Mamari y Keiti, que el obispo las tenía desde antes en su posesión. Tras consultar el resultado de las «traducciones», Jaussen quedó algo decepcionado ya que parecían hacer alusiones a la forma exterior de los signos en el mejor de los casos. En relación con las lecturas de Metoro ante el obispo Jaussen, el estudioso suizo Alfred Métraux (1940:396) afirmó que eran «merely explanatory» [traducción: ‘meramente explicativas’] pero que «nevertheless useful for it gives the meaning of designs, the significance of which might otherwise be a puzzle» [traducción: ‘sin embargo útiles ya que ofrecen el sentido de los signos, cuyo significado, de lo contrario, podría ser un enigma’] (1940: 397). De manera similar, Facchetti (2002:202) es de la opinión que «Metoro sapeva (in molti casi) riconoscere esattamente l’oggetto raffigurato, ma non era più in grado di dedurne la funzione nel preciso contesto, leggendo tutti i segni come se fossero logogrammi (segni-parola)» [traducción: ‘Metoro sabía (en muchos casos) reconocer exactamente el objeto configurado, pero no era capaz de deducir la función en el contexto preciso, leyendo todos los signos como si fueran logogramas (signos-palabra)’].
También se podría suponer que Metoro carecía de la predisposición de desvelar el mensaje encerrado en ellas o «lo traducido» podría ser sencillamente habladuría sin sustancia, en el peor de los casos. La competencia de Metoro en el arte del canto de los kohau rongo rongo dejaba mucho que desear. Aún en el presente, dichas lecturas podrían llevar a uno hacia ilusiones que tendrían que ser sustentadas con evidencia indisputable o a un camino tortuoso sin salida si no se procede con extrema precaución a la hora de pedirles consejo.

### El doctor Allen Carroll
Otro desciframiento que puede considerarse sin duda alguna inseguro y fracasado es el realizado por el australiano Allen Carroll, médico cirujano de profesión. En 1892, él publicó en la Revista de la Sociedad Polinesia el estudio «The Easter Island inscriptions, and the translation and interpretation of them» (‘las inscripciones de la Isla de Pascua, su traducción e interpretación subsiguientes’) en el que ofrecía una presunta traducción tomando por referencia la lengua quechua de los Incas. La 'traducción' implicaba elementos extravagantes y aventureros en la que no presentaba ninguna lista donde contrastase los signos individuales de kohau rongo rongo con su significado real, ni con sus valores fonéticos y sin presentar explicaciones en cuanto a la manera de cómo llegó a descodificarlos.

### Charles de Harlez
El estudioso belga y profesor de la Universidad de Louvain Charles Joseph de Harlez de Deulin (1832-1899) dedicó su atención al problema del rongo rongo en su libro L’île de Pâques et ses monuments graphiques (1895) [La isla de Pascua y sus monumentos gráficos] en el que concebía los signos como representación de una escritura jeroglífica al estilo de los glifos maya y los caracteres chinos de las dinastías Shang, Zhou o Dongba. Su parecer, aunque no exagerado, fue sometido a un examen detenido y bastante reservado por los especialistas de la época.

### Ormonde Maddock Dalton
El panorama de la investigación de rongorongo no estaría completo sin referirse a un artículo original, escrito en 1904 por el británico Ormonde Maddock Dalton (1866-1945). El ensayo titulado “Acerca de una Tablilla Inscrita de Madera de la Isla de Pascua” fue publicado por la revista mensual “MAN,” del Instituto Antropológico de Gran Bretaña e Irlanda.
Teniendo presente un buen número de fantasías y falsedades escritas sobre la naturaleza de la escritura y el contenido de las inscripciones a lo largo de más de un siglo, a uno no le queda más que admirar el estilo escueto de O. M. Dalton a la hora de ofrecer detalles que si bien breves, son correctos y propicios a un análisis científico.
Resumimos algunos de los detalles tras la inspección que realizó O.M. Dalton de la ‘Tablilla de Londres’: 1. Los escribas usaban hasta los bordes biselados de las tablillas para hacer incisiones debido a la escasez de madera. 2. Los ensayos escritos sobre el tema de rongorongo están ubicados en distintas publicaciones, a veces de dificultoso acceso. 3. El nivel de estilización de los signos es tal, que uno se pregunta cómo rongorongo surgió en un lugar tan solitario y aislado del planeta, i. e. en Rapa Nui. 4. Las tablillas tienen su punto de comienzo de lectura en el rincón izquierdo de abajo. 5. Los canalillos paralelos, tallados sobre la superficie de las tablillas de madera, servían para proteger los signos del desgaste. 6. Reconoce la presencia de elementos reales y abstractos en el inventario de los glifos, sugiriendo su naturaleza “ideográfica.” Se muestra conforme con la presencia de fórmulas, oraciones, genealogías y simples leyendas en el cuerpo de textos y defiende el carácter autóctono polinesio de la escritura. 7. Apoya la hipótesis de la existencia de una serie genealógica en la ‘Tablilla Pequeña de Santiago’ (1904: 3-4), propuesta anteriormente por J. Park Harrison en 1874. Dicha serie fue reinterpretada en 1956 [1957] por los rusos N. Butinov y Y. Knorozov como una secuencia patronímica, estando quizás la conclusión muy cerca de la verdad. 8. Critica el desciframiento del Dr. A. Carroll quien encontró una amalgama de palabras y frases de lenguas americanas en las tablillas, tal como tolteca, quiché y muisca. 9. No es ajeno a la posibilidad de que ciertos grabados rupestres sean similares a los signos rongorongo, p. ej. el signo del pájaro fragata /600/, alias MakeMake. 10. Recomienda cautela al referirse a los cantos de Metoro y a las interpretaciones de Ure Vae Iko y respalda el empleo de fotografías de todo el cuerpo disponible de RR y hacer análisis de frecuencia de los signos individuales o de grupos de signos.

### Katherine Routledge
Antropóloga y arqueóloga inglesa (1866-1935) que emprendió en compañía de su esposo William Scoresby Routledge una expedición científica a Rapanui, con el fin de estudiar, catalogar y juntar en un compendio, el arte, las costumbres nativas y la ‘escritura’ rongo rongo de los antiguos pascuences.
Durante los años 1914-15 ella consiguió entrevistar a dos informantes ancianos, uno de ellos siendo un leproso llamado Tomenika y el otro, un hombre llamado Kapiera, quienes supuestamente tenían cierto conocimiento de los signos. Las entrevistas, a pesar de su buena voluntad y tenacidad, no fueron muy fructíferas a causa de las contradicciones aparentadas en las palabras de los informantes.
Aun así, Routledge determinó que los rongo rongo eran concebidos como letanías o descripciones repetidas ya que sus sacerdotes-escribas disfrutaban estéticamente de ellas a la hora de ser cantadas. A su juicio, una vez acabada la recolección de datos, los kohau rongo rongo eran una herramienta para poder despertar en la memoria imágenes y oraciones relacionadas con el folclore de los antiguos isleños. Dicho de otro modo, al igual que las cuentas en un rosario o los nudos en un pañuelo, los signos en cuestión ayudaban a una persona particular –y no a cualquiera– a memorizar acontecimientos e historias de antaño. “No detailed systematic study of the tablets has as yet been possible from the point of view of the Expedition, but it seems at present probable that the system was one of memory, and that the signs were simply aids to recollection, or for keeping count like the beads of a rosary”. [Trad: “Todavía no ha sido posible llevar a cabo un estudio detallado sistemático de las tablillas desde el punto de vista de la Expedición, pero por ahora parece probable que el sistema [de escritura] fuera mnemónico, y que los signos acudieran meramente a la recolección, o para llevar la cuenta tal como en las cuentas de un rosario.”] En otro párrafo, Routledge reitera su idea, diciendo: “Given, therefore, that it was desired to remember lists of words, whether categories of names or correct forms of prayer, the repetition would be a labor of love, and to draw figures as aids to recollection would be very natural”. [Trad: “Por tanto, ya que era deseado rememorar listas de palabras, fuesen categorías de nombres o formas correctas de oraciones, la repetición sería por amor al arte, y dibujar figuritas que ayudaran a la recolección sería muy natural.”] En 1919, Katherine Routledge publicó los resultados de su investigación en un libro titulado “El Misterio de la Isla de Pascua: La Historia de una Expedición’’.
Algunos investigadores presentes que favorecen la naturaleza mixta logográfica-fonética escondida tras los glifos, opinan que su hipótesis es precipitada y necesita ser revisada a rajatabla.

### John McMillan Brown y la Hipótesis de la Escritura “Pathográfica”
John McMillan Brown publicó en 1924 [1979] el libro The Riddle of Pacific [‘el enigma del Pacífico’] como resultado de una estancia de cinco meses en la Isla de Pascua y como resultado de observaciones personales de muchos años con respecto a su cultura. En su obra hay un capítulo entero, pp. 79-96, dedicado a la “Escritura” rongorongo. El Profesor Brown es algo conocido en los círculos académicos lingüísticos y etnográficos por el descubrimiento en la isla de Woleai, Carolinas del Oeste, en 1913, de una forma de escritura desconocida, notablemente silábica, aprovechada por un jefe o cacique de nombre Egilimar (McMillan Brown 1979 [1924]:84) (Riesenberg y Kaneshiro 1960:273-275).
Su descripción del rongo rongo, al igual que el resto de las manifestaciones culturales de la Isla de Pascua, es original, voluble y abigarrada y suscita justificada curiosidad. En resumidas cuentas, los puntos de vista suyos acerca de la “escritura” indígena, corresponderían a lo siguiente, a) el aislamiento geográfico, el tamaño medio de la isla y las hostilidades constantes internas serían motivos para que uno no percibiera la necesidad de una escritura como las que se dieron en otras tierras e instituciones dinásticas, p.ej. en Egipto o Mesopotamia, b) la tradición polinesia rebosa de sistemas mnemónicos en las que se registraban cantidades de raciones y unidades alimentarias, plegarias dilatadas, listas larguísimas de divinidades y antepasados, un sinfín de leyendas y tradiciones, muchas de ellas imbuidas de un lenguaje oscuro y metafórico, exigiendo por tanto una memoria descomunal, c) basándose en los frecuentes patrones de “komari” (signo 050 según Barthel 1958) y de las formas múltiples que asume Make-Make, el dios supremo de los nativos, se inclina a instar “la sexualidad,” y la creencia que las tablillas servían de medios para ayudar a la “concepción” y a la fertilidad, así como la idea del poder y de la autoridad en dicha isla, reminiscentes de un “imperio” antiguo polinesio sumergido y tragado por las olas del Pacífico, d) hace un repaso de los intentos fallidos de desciframiento, e) reproduce el corpus de dos manuscritos importantes ya hechos por Rudolf Philippi, el director del Museo de Santiago de Chili y f) concluye que rongo rongo se relacionaba con un código sacerdotal empleado estrictamente por los prestes para fines ceremoniales. En ese contexto, nos sigue diciendo que se trataba de un sistema de memoria que suscitaba ideas de oraciones, himnos o sortilegios, refiriéndose a la “repetición perpetua” de la figura de Make-Make. Por lo tanto, ese símbolo místico y sagrado provocaría emociones religiosas más que ideas ensambladas y que la escritura sería más bien “pathográfica” (que fomenta el pathos) que “ideográfica.”
Es de interés recordar aquí cuántas de las ideas suyas (algunas bien exageradas) continúan aún debatiéndose entre los estudiosos contemporáneos.

### Vilmos (Guillaume de) Hevesy
En 1932 el húngaro Vilmos (Guillaume de) Hevesy se dio cuenta de cierto parecido formal entre algunos signos del rongo rongo y los del sistema hipotético de escritura del Valle de Indo (Mohenjo-dāro, Sind, Harappā, Panjāb). En su tiempo, dicha semejanza hasta llegó a atraer la atención del notable orientalista francés Paul Pelliot (1878-1945), quien leyó durante una conferencia ante la Academia francesa de Inscripciones y Caligrafía en 1932, «Note sur les hiéroglyphes de l’Ile de Pâques» (‘apuntes sobre los jeroglíficos de la Isla de Pascua’), el mismo artículo escrito por de Hevesy.
Cabe mencionar que hoy en día esa correlación aparente ha sido descartada por muchos investigadores (Métraux, Guy, Fischer, Facchetti, Parpola, Sproat, Robinson) y ha llegado a ser algo anecdótico en la historia del desciframiento arqueológico de los kohau rongo rongo. Considerando la distancia geográfica y el factor tiempo que separan los símbolos gráficos o pictográficos de la ‘escritura’ del Indo y los signos de los kohau rongo rongo de Rapa Nui, resulta dificilísimo, por no decir vano, establecer una conexión significante entre ambos, más allá de sus apariencias.
Por encima, ¿cómo y sobre qué base científica se pueden comparar dos escrituras supuestas que aún permanecen indescifradas? En el caso de la ‘escritura’ del Valle del Indo (alias el proto-índico), aún se desconoce a qué familia lingüística y a qué sustrato pertenece… así que las coincidencias formales entre ellas, por interesantes que sean, resultan injustificadas.

### El padre Sebastián Englert
El padre Sebastián Englert (1888-1969) es un caso un tanto peculiar en la historia de Rapa Nui y de los kohau rongo rongo. Bávaro de nacimiento, entró en el orden capuchino de los frailes franciscanos y en 1935 llegó a la Isla de Pascua para servir en su parroquia. Aunque sin la educación pertinente en antropología y lingüística, sus trabajos son valorados por buena parte de la comunidad científica por su curiosidad, su pasión y la destreza en la lengua rapanui. Entre los más importantes, se podrían mencionar La Tierra de Hotu Matu’a de 1940, donde vienen reunidas leyendas antiguas pascuences y otros comentarios interesantes y el Island at the Center of the World [‘isla en el centro del mundo’] publicado en 1970 con un capítulo de diez páginas dedicado a las «tablillas inscritas». Englert calificó a rongo rongo como «un gran misterio de la isla» (1948) y su postura se puede resumir en los siguientes puntos: 1. era pesimista respecto a su desciframiento por la cantidad mínima de inscripciones auténticas 2. sin el conocimiento del idioma original rapanui, o sea, el proto-rapanui, ya perdido, sería desatinado procurar información de las tablillas y 3. que en ellas no había hechos históricos de relevancia. Hay que mencionar asimismo que el Padre no llevó a cabo ningún análisis estructural de los textos y que personalmente favorecía la idea de la ausencia de sonidos tras los signos.
En su honor se ha edificado en la isla el Museo Antropológico Padre Sebastián Englert para evocar y proteger la rica herencia cultural del pueblo rapanui.

### Alfred Métraux
Renombrado etnógrafo, antropólogo y profesor suizo (1902-1963) que llevó a cabo investigaciones acerca de los nativos sudamericanos en varias ocasiones en el transcurso de su vida. En 1934 se embarcó junto con el arqueólogo belga Henry Lavachery en una expedición hacia la isla de Rapanui para estudiar de cerca su cultura y etnografía y comprobar asimismo si la hipótesis del húngaro de Hevesy sobre el presunto vínculo de las ‘escrituras’ del valle del Indo y de Rapa nui, resultaba acertada y válida.
Tras aplicar un método analítico, contando los símbolos rongo rongo y estudiando sus combinaciones
, (1939) llegó a la conclusión que “If the symbols represented sounds, the same signs would have been combined in the same order whenever a word was repeated. But this seldom happens. The same combinations of the same symbols recur in only very few cases. The individual designs are repeated over and over again but apparently in haphazard order. No clue to a script came from this study.” [Trad: “Si los símbolos representaran sonidos, los mismos signos habrían sido combinados en el mismo orden cuando se repitiera una palabra. Pero eso apenas ocurre. Las mismas combinaciones de los mismos símbolos tienen lugar solo en algunos poquísimos casos. Los diseños individuales se repiten y se repiten aparentemente de manera descuidada. Dicho estudio no dio con ninguna clave de la escritura.”]
Luego, él propuso que las tablillas servían en tanto que recurso “mnemotécnico, pero que más tarde los nativos se olvidaron de su significado concreto y fueron meramente consideradas como simples ornamentos o símbolos mágicos.” La idea de que los rongo rongo son una especie de código mnemotécnico que permite registrar información acerca de las tradiciones y los rituales de los antiguos rapanuis, fue apoyada en el segundo decenio del siglo XX por la antropóloga británica Katherine Routledge. Hay que decir que en cierta manera, es posible que Métraux estuviera influido o inspirado en su tiempo por la proposición de Routledge.
Puesto que todavía faltan pruebas fehacientes respecto a la naturaleza verdadera de los kohau rongo rongo, su idea, aunque significante, no viene a parar de momento en beneficio suyo. Su intuición tendría que ser demostrada y justificada mediante pruebas determinantes a su favor o en su contra. Uno se siente obligado a sugerir que el terreno ‘resbaladizo’ en el que tienen lugar las examinaciones y los estudios presentes sobre los kohau rongo rongo, no permite ni confirmar, ni desmentir lo dicho por Métraux.
Más tarde, sin que su hipótesis sirviera de impedimento y viendo el trabajo de los autores rusos
Knorozov y Butinov (1957) respecto a una secuencia que comprendía una lista breve patronímica de ‘aristócratas’ locales rapanuis, Métraux parece haberse retractado de su posición original, a favor de kohau rongo rongo como «un sistema de escritura propio».

### José Imbelloni

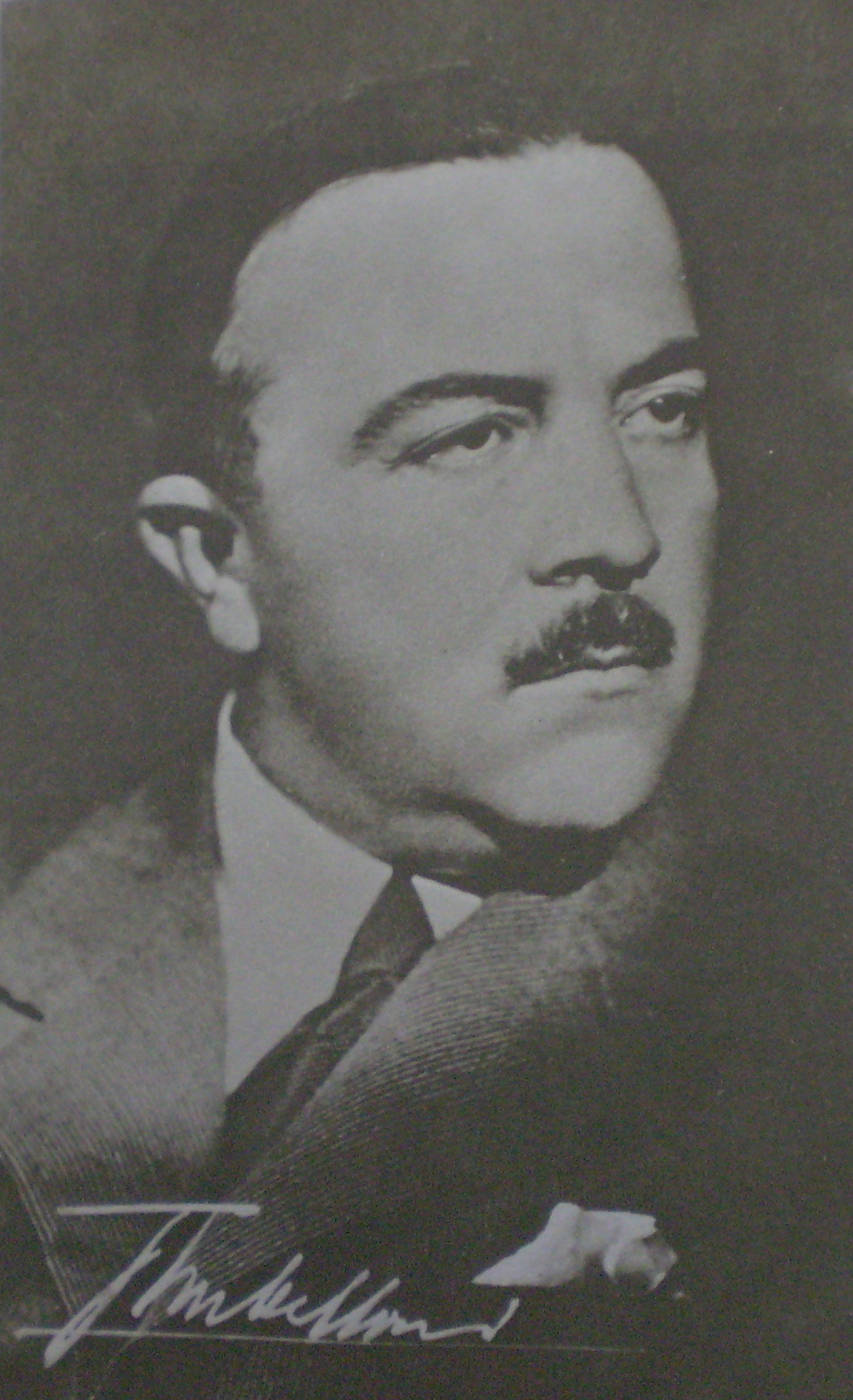
José Imbelloni.

José Imbelloni (1885-1967), profesor e investigador italo-argentino de antropología, ha contribuido al estudio de los rongorongo con “Las `Tablillas parlantes' de Pascua, monumentos de un sistema gráfico indo-oceánico” publicado en 1951. Lo más positivo de su largo ensayo se podría resumir en la descripción de las tablillas inscriptas, en notar alomorfos (variantes) en los signos al analizar los textos, restándoles importancia a su significado básico, en observar un lenguaje del gesto en algunos de los glifos, en comentar las tentativas de traducción y apuntar hacia faltas y flojedades que caracterizaban algunos modelos, mientras enfatizaba justamente el método combinatorio, o el análisis contextual y estructural de los signos rongorongo. Sin poder escapar de la propaganda suscitada por De Hevesy (1932) en cuanto al origen de los rongorongo del Valle del Indo, Imbelloni dedica tamaño tiempo a esa teoría en las siguientes páginas de su trabajo. Tras aludir sobre varios aspectos y encontrar pruebas que hoy en día carecen de valor científico, termina por mencionar que rongo rongo era una grafía perteneciente al área inmensa indo-oceánica.

### Thomas S. Barthel
Se puede afirmar que el epigrafista y el etnógrafo alemán Thomas S. Barthel es una de las figuras de más prominencia en la historia del desciframiento del rongo rongo. En 1958 se publicó Grundlagen zur Entzifferung der Osterinselschrift (fundamentos para el desciframiento de la escritura de la isla de Pascua), su obra fundamental, en la que Barthel registraba los signos en un sistema de nomenclatura, describía las propiedades de los glifos y trataba de lograr un desciframiento factible…
Hay que decir que la técnica de descifrar de Barthel se basaba en la descripción de la forma externa de los glifos, haciendo numerosas referencias a los rituales y a la mitología rapanui, y no sobre la base de un análisis sólido contextual, ni comparativo. Esencialmente, Barthel estableció ‘asociaciones mitológicas’ sin ofrecer evidencia explícita acerca de la manera de conseguir un valor fonético para los signos en cuestión. Aparentemente, esa deficiencia tiene que ver con el hecho de que Barthel tomó como punto de referencia la “Lista de Jaussen” arriba mencionada.
A pesar de la óptica metafórica, el “Fundamentos…” de Thomas S. Barthel representa un hito notable para todos los descifradores en potencia, debido a su valor heurístico en el descubrimiento del significado de los signos rongo rongo. El catálogo de signos de Barthel (1958) es utilizado aún por los investigadores, si bien algunos de sus rasgos ambiguos, se están mejorando ligeramente o se están reemplazando de modo continuo por investigadores conscientes a lo largo y ancho del mundo.
La investigación de Barthel que le llevó a un número de conclusiones respecto a la escritura antigua pascuence, se podría resumir en los siguientes puntos:
1. La escritura no pertenece, tipológicamente hablando, a una mera pictografía a la manera de la de las tribus Ojibwa o Cuna. La composición está vinculada a ciertas convenciones y reglas conocidas de antemano por los escribas, aunque por otra parte parece que ellos gozaban de libertad a la hora de aplicar su prerrogativa artística durante la inscripción.
2. El núcleo de la escritura lo componen unos 120 glifos que se pueden recombinar para originar entre unas 1500-2000 composiciones, mediante ligaduras y fusiones.
3. En algunos de los glifos se nota una expresión viva dándoles un carácter de pantomima y gesticulador. En cambio, otros signos, en especial los de naturaleza geométrica han adquirido un grado de estilización y abstracción.
4. Los logogramas ocupan un lugar eminente en la escritura, estando ligados a un determinado contenido. Los logogramas no tienen un sentido fijo, y en muchos casos se da una multiplicidad semántica.
5. El carácter metafórico y los “circuloquios poéticos” (Barthel 1956:235) de la antigua lengua rapanui, figuran asimismo plasmados en la escritura.
6. El uso del principio del rebus, por ejemplo, “el signo para el gran doble remo ceremonial ao, se usa… para los conceptos de “dominio” o “victoria,” cf.  (Barthel 1956) .
7. El rongorongo carece de la capacidad para reproducir frases habladas completas, a diferencia, p.e. del español de hoy. Las tradiciones orales vienen reducidas a una especie de “estilo telegráfico” testimoniando que dicha escritura apenas surgía como una forma incipiente. Por ejemplo, en vez de decir “Los hombre fueron a la costa para atrapar pulpos” se podría grabar en las tablillas “Hombres costa pulpos atrapar.”
8. El principio según el cual rongorongo funciona es el de “señalamiento fonético parcial”. Ya que los textos vienen condensados y caracterizados por una extrema sencillez sintáctica, eso hace difícil su comprensión, pero no imposible.
9. La mayor parte de los objetos inscritos consta de modo recurrente de elogios a las deidades, “prácticas rituales” mientras algunos textos contienen “registros bibliográficos.”

### Miguel Ordóñez Cadena
Fue el investigador Colombiano que luego de 20 años de estudio revela la clave ideográfica que le permitió hacer la traducción de los escritos, publicando un libro "Una Teoría Interpretativa de la Escritura Pascuense". Al dar a conocer los resultados de sus investigaciones, estas merecieron la acogida del Museo Británico de Londres, el Bishop Musseum de Honolulú y del Museo del Hombre en París, del cual fue miembro titular.
Presentó su trabajo al Primer Congreso Internacional Isla de Pascua y Polinesia Oriental en Hanga Roa, la Isla de Pascua, en 1984.

### La “Escuela Rusa”

#### Boris Kudryavtsev
La “Escuela rusa”, la más productiva, parece haber seguido la pista del trabajo anterior de Mikluho-Makhlai (1846-1936), el gran polifacético y explorador ruso. En el verano de 1940, el joven Boris Kudryavtsev junto con dos de sus amigos durante una visita escolar en el Museo de Leningrado (actualmente, San Petersburgo), llegó a distinguir algunos pasajes que se repetían de forma más o menos idéntica en cuatro tablillas diferentes, en las de “Tahua”, la de “Gran San Petersburgo”, la de “Pequeña San Petersburgo” y la de “Gran Santiago”.
La importancia de dicho descubrimiento en relación con estos grupos compartidos de signos tiene que ver con el lenguaje subyacente y su posible estructura morfo-sintáctica que podrían servir de asistencia en la tarea del desciframiento. De esa manera, las variaciones en las secuencias notadas o en algunos de los signos, sugieren que los escribas rapanuis, aparte de seguir ciertas reglas “sintácticas” a la hora de hacer incisiones en las tablillas, quizás experimentaran con su inventiva y estilo personal en la caligrafía kohau rongo rongo, rechazando la idea de una alineación mecánica y transposición de símbolos de una tablilla a otra/s. Si aceptamos la hipótesis de que la escritura kohau rongo rongo es un sistema mixto logográfico-fonético, los patrones en cuestión con una ortografía ligeramente distinta, podrían señalar hacia una lengua modelada conforme una morfología derivativa o flexiva, dando fe de reglas productivas, o señalar hacia una lengua de estructura sintáctica, dando fe de un orden determinado de palabras.
De todos modos, la historia de evolución del diseño de los glifos en los textos conservados de kohau rongo rongo resulta todavía oscura y las fronteras divisorias entre las series de signos son borrosas. Eso hace que uno sea bastante cuidadoso con lo dicho arriba, al menos hasta que se ofrezcan —en un futuro— pruebas indisputables de traducción de documentos rongo rongo.
Las observaciones de Kudryavtsev fueron publicadas en 1947 por su guía académico, D. A. Olderogge, quien opinaba que rongo rongo se parecía “al sistema de escritura jeroglífico egipcio en una fase temprana” de desarrollo (Robinson 2002:231).

#### Yuri Knorozov y Nikolai Butinov
Los investigadores Yuri Knorozov y Nikolai Butinov publicaron en 1956 en la revista “Etnografía Soviética” un artículo perspicaz sobre una secuencia de signos que aparece en dos renglones del verso de la tablilla de “Pequeña Santiago” que fue segmentada en grupos menores.
Seis de esos grupos se dividen con el signo ‘antropomórfico’ 200 (según el catálogo de Barthel, 1958) a modo de “separador”. Refiriéndose a los documentos de Jaussen acerca de tales patrones comunes en la tradición rapanui, ellos sugirieron con sensatez una posible genealogía en la forma de un patrónimo (apellido familiar heredado del padre), textualmente: el Rey A, padre de B // el Rey B, padre de C // el Rey C, padre de D// el Rey D. o a la inversa, el Rey D // D, hijo del Rey C // C, hijo del Rey B // B, hijo del Rey A //.

#### Irina Fedorova
Es una lingüista con sede en San Petersburgo, cuya meta permanente ha sido la reconstrucción de “la antigua lengua rapanui”, según la cual se han compuesto presuntamente las inscripciones rongo rongo. El objetivo concreto de Fedorova ha sido establecer un vínculo directo entre dicha lengua y una secuencia en los textos de kohau rongo rongo. Si esto funcionara, se puede suponer que va a ser tan impresionante como el trabajo abstracto de Michael Ventris a la hora de asignar valores fonéticos a los signos del sistema de escritura del “Lineal B”.

#### Konstantin Pozdniakov
Pozdniakov, lingüista y especialista en lenguas africanas afincado en París, ha contribuido a los estudios sobre el rongo rongo con un artículo único: «Les bases du déchiffrement de l'écriture de l'île de Pâques» (Las bases del desciframiento de la escritura de la isla de Pascua), editado en 1996 en Journal de la Société des Océanistes (revista de la sociedad de oceanistas). Pretende haber identificado un núcleo de signos (unos 120 signos básicos [1996: 301]) ya mencionados por Barthel (en 1958), que se podrían simplificar o descomponer a continuación hasta llegar probablemente a la mitad de ellos, unos 60 en otras palabras. Ese número parece concordar con el de un “silabario” puro y como consecuencia, capacitaría para hallar en los textos rongo rongo, elementos silábicos a modo del ‘Hiragana’ japonés. Lo positivo de su investigación es un análisis estadístico para encontrar una correlación entre la frecuencia de los signos grabados en las tablillas y la frecuencia de las sílabas en la lengua rapanui. Su frase asertiva que “un parallélisme frappant peut etre établi entre la fréquences des signes dans les texts des tablettes et la fréquences des syllables dans la langue rapanui… (1996:301) ” [Trad: “un paralelismo llamativo se puede establecer entre las frecuencias de signos en los textos de las tablillas y las frecuencias silábicas en la lengua rapanui…”] podría tener sentido y ser real. A la par, sugiere en la práctica una idea prometedora para entender mejor el significado de las inscripciones de kohau rongo rongo y por tanto, su mensaje implícito.
Pero por otra parte, la coincidencia y la superposición entre las sílabas de “Apai” (un canto de la tradición rapanui grabado entre los otros en 1886, por el pagador del buque estadounidense Mohican, William Judah Thomson y una serie de glifos rongo rongo extraídos por el mismo Podzniakov —desafortunadamente— todavía no se ha llevado a cabo o al menos no se ha publicado.

### Jean-Michel Schwartz
Jean-Michel Schwartz publicó en 1973 en francés un libro de proporciones modestas llamado “Nouvelles Recherches sur L’Ile de Paques” [Nuevas Investigaciones sobre la Isla de Pascua]. El propósito del libro es descifrar un manuscrito que consta de trece renglones y de unos 250 símbolos aparentes de rongorongo poseído y compilado antaño por un informante nativo pascuence de nombre Tomenika.
Según lo que hace constatar Schwartz, los descubrimientos realizados por él son “impresionantes ,” véase también Fischer (1997:246). En dicho documento, el autor parece haber dado con el significado de las estatuas gigantes “Moái” y su modo de transporte, su orientación topográfica, el culto del “hombre-pájaro,” el origen de los tallados en madera “moai kavakava, ” el ritual relacionado con el nacimiento de un niño, la procedencia de los pascuences, la transmisión de la escritura, los cantos genealógicos y el culto de los antepasados. Aparte de eso, en el capítulo 8, Schwartz se aventura a comparar la escritura rongo rongo con la antigua escritura china que como él relata “abre perspectivas inesperadas.” En ese contexto, uno nota la “analogía formal” de signos y una “similitud inquietante del significado” (Schwartz 1973:106) entre los signos bajo comparación, los rongorongo y los chinos y Schwartz organiza su teoría en tres secciones: semejanza de formas con significado diferente; semejanza de formas con significado idéntico; analogía completa. Cita al etnógrafo austríaco Robert von Heine-Geldern quien había llamado la atención respecto a las fuertes semejanzas formales entre algunos caracteres arcaicos chinos de la época Chang y los glifos pascuences. Uno no puede pasar por encima la influencia de lo especulado por de Hevesy años antes en cuanto a la relación de la escritura de la Isla de Pascua y la de la civilización del Valle del Indo.

### Jacques B. M. Guy
Jacques B.M. Guy es un políglota y un lingüista francés de relieve. Ha hecho varias contribuciones significativas en ese campo a través de los años, siendo las más importantes a) la mejora de algunos de los signos del sistema de transliteración de Barthel (1958), b) la importancia de identificar la naturaleza de una forma de escritura desconocida (en ese contexto, los ‘kohau rongorongo’) para poder segmentar sus textos indivisos y no incurrir en juicios arbitrarios, ni incidentales, y c) tras la observación perspicaz de Barthel que unos símbolos reiterativos del rongo rongo en una sección de la tablilla “Mamari” tenían que ver con una especie de calendario lunar, Guy ofreció argumentos que esa parte de glifos corresponde en esencia a un canon astronómico que trataba de “the topic of intercalary nights” [Trad: “el tema de noches intercaladas”] (Guy 1990:145). Los investigadores serios admiten que esa parte de signos ha sido fijada terminantemente y sin lugar a dudas en todo el corpus de kohau rongo rongo. Guy, también es de la opinión que el desciframiento del rongo rongo parece improbable, dada la escasez de documentos originales y consecutivamente, su contraste significativo y análisis comparativo en un contexto más amplio. No obstante, reconoce todos los intentos realizados sobre una base estrictamente científica y parece apoyarlos a su manera.

### Steven R. Fischer
Steven R. Fischer, lingüista por formación y descifrador y publicista por vocación, despierta suficiente interés aquí por su aclamado desciframiento de una secuencia particular de signos rongo rongo. Es conocido también por la publicación de una obra mastodóntica titulada RongoRongo, the Easter Island Script: History, Traditions, Texts (‘rongorongo: el sistema de escritura de la isla de Pascua; historia, tradiciones, textos’), donde recopila muchísima información valiosa.
Fischer en 1995, en su artículo Preliminary Evidence for Cosmogonic Texts in Rapanui’s Rongorongo Inscriptions (Evidencia preliminar sobre textos de cosmogonía en las inscripciones rongorongo de Rapanui”) publicado en la "Revista de la Sociedad Polinesia" expone esa secuencia identificada, conocida como la tríada “X1YZ”, presuntamente hallada en un «recital de cópulas» en el texto inscrito sobre el “Bastón de Santiago”. Esa fórmula particular consiste en
- X: el dios copulador’
- 1: el superlineal, alias ‘el falo’, que en antiguo rapanui corresponde a la frase ki ai ki roto ki (‘copuló con’)
- Y: ‘la diosa copulada’ y
- Z: ‘el fruto de su unión’.

Dicha fórmula, a juzgar por las apariencias, era compatible con un modelo repetitivo encontrado en el canto indígena Atua-mata-riri (‘ojos enfadados de Dios’), o sea, ‘tal-y-tal copulando con esa-y-aquella [dieron a luz] a ese/esa o aquel/aquella’. Fischer se aprovechó con perspicacia de tal aparente coincidencia para ver una clara correlación entre lo inscrito en el “Bastón de Santiago” y la recitación “A-M-R”, cuyo tema central son las aventuras amorosas de dioses y diosas nativos y la procreación subsiguiente. Fischer localizó la siguiente estructura triádica 606.076 [‘X1’] + 070 [‘Y’] = 008 [‘Z’], que fue transliterada “Te manu mau ki ‘ai ki roto ki te ika, [ka pû] te ra‘â” y seguidamente traducida al inglés: ‘All the birds copulated with the fish: there issued forth the sun.’ [Trad. al español: ‘Todas las aves copularon con los peces, entonces dieron a luz al sol’]. Fischer concluyó que ese modelo procreador estaba presente en la mayoría abrumadora de los textos rongo rongo. Su hipótesis se reforzó de manera adicional mediante otra publicación durante el mismo año en la Revista de Rapa Nui, «Further Evidence for Cosmogonic Texts in the RongoRongo Inscriptions of Easter Island» (‘Evidencia posterior acerca de textos de cosmogonía en las inscripciones rongo rongo de la Isla de Pascua’). De esa manera, dicha traducción podría servir de clave y de modelo para penetrar una vez y para siempre el resto de los documentos indescifrados rongorongo a modo del «efecto dominó».

#### Argumentos en contra de la fórmula triádica X1YZ
A pesar de las buenas ganas de Fischer de contribuir al campo de estudios rongo rongo, parece que hay un buen número de argumentos en contra de su pretensión e hipótesis. De manera similar, hay que decir que varios autores, especialmente Jacques B. M. Guy (1998a, 1998b), han disputado y puesto severas objeciones a lo de Fischer en distintas ocasiones.
1. Un análisis breve distribucional del texto rongo rongo inciso en el “Bastón del Santiago”, demuestra que el patrón recurrente “X1YZ”[43] ha sido exagerado respecto a su regularidad y frecuencia de incidencia. A la vista de la falta de fronteras divisorias entre los signos, la segmentación precisa resulta aún más oscura, y como consecuencia, es poco probable que “X1YZ” sea identificado absoluta y debidamente en el documento presente.
2. La ausencia del signo 076 (alias, “el falo”) encontrada en algunas tríadas idénticas de otras tablillas, ha sido interpretada como ejemplo de “tautología” por Fischer, ya que los escribas quienes las grabaron en una fase posterior según él, podrían asumir su posición y reproducir de memoria la completa secuencia a la hora de cantarla. La interpretación acerca de la redundancia parece bastante refinada para ser creíble y tiene pinta de querer ‘redondear’ el panorama actual. Para cerciorarse de lo dicho, es preciso ver la ilustración de las dos estructuras triádicas,[44] la primera con el signo 076 adjunto al primer glifo ‘X’ y la segunda, sin dicho signo, resultando por tanto en una tríada ‘afálica’.
3. Es menester señalar que Fischer omite y no ofrece explicación alguna a muchas secuencias que parecen violar abiertamente lo establecido por él: “X1YZ”. ¿Cómo se pueden interpretar secuencias del tipo “X1Y1Z” u otras combinaciones extravagantes o grotescas con arreglo a lo teorizado por él?” Tampoco otros estudiosos han dicho algo concluyente en ese sentido.
4. Fischer en la traducción de la fórmula epigráfica ‘X1YZ’ [-606.076-070-008-] parece haber contribuido con un elemento innovador, el valor fonético ‘mau’. El resto de los signos, una vez sometido a una lectura, evoca indudablemente el estilo descriptivo de Metoro —captando el mensaje icónico de los signos kohau rongo rongo, en esencia—, el informante tan reprendido por muchos de los autores, incluyendo el mismo Fischer. A uno no le queda otra opción que mostrar asombro y cautela mixtos en ese contexto.
5. Como es sabido, Fischer en sus artículos (1995a, 1995b) ofreció como referencia básica a su modelo descifrado ‘X1YZ’ los versos del canto de procreación ‘Atua-Mata-Riri’, una especie de “Piedra de Roseta” local. A pesar de un supuesto «nexo» epigráfico» percibido por él, que existe entre ‘A-M-R’ y el texto del ‘Bastón de Santiago’ (alias, el Texto I), siendo ambos «productos pre-misioneros de la Isla de Pascua», si uno se sienta, examina e intenta hallar correlaciones claras y formales entre las secuencias glíficas del “Bastón de Santiago” y los versos de “A-M-R”, lamentablemente, no va a tener éxito.
6. Fischer evita referencias claras a la predicción de Butinov y Knorozov (1957) relativo a la sucesión patronímica. De esa manera, si se intentara compatibilizar el modelo pretendido de Fischer (1995a, 1995b, 1997b) con las secuencias individuadas por Knorozov y Butinov (1957), el resultado sería prácticamente ‘engorroso’ e inadmisible, ya que se trataría de “entità che copulerebbero con la stessa persona per ottenere sé stesse” (Facchetti 2002:224) [Trad: “entidades que se copularían con la misma persona para obtenerse a sí mismas”.]
7. A falta de información fiable y rotunda sobre el “separador vertical” (Signo 999 según rongorongo.org y '/' según Barthel 1958) que aparece únicamente y de manera irregular a lo largo del texto rongo rongo en cuestión, es casi imposible decir si dicho elemento codifica valores fonéticos algunos, si sirve de signo de puntuación (segmentando, por ello el texto en partes significativas) o si tiene sentido alguno. Fischer, por su parte, lo considera —sin dar pruebas concluyentes— como signo gráfico para señalar las pausas entre las secuencias que entrañan uniones sexuales de las deidades de Rapa Nui y por tanto optimizar la idea de una estructura triádica.
8. El signo 076 conlleva otro problema. Para su significado, Fischer se refirió a Barthel (1958:280), que por su parte se refirió a una lectura de Metoro ante el obispo Jaussen en relación con la línea 10 del recto de la tablilla “Aruku Kurenga”. En esa lectura específica, el signo 076 resultaba ser “un pene erecto”, pero en otras lecturas del mismo signo, Metoro no presentó el sentido previo. La falta de consistencia levanta sospechas y como ha sido mencionado antes, la autoridad de Metoro en la interpretación del rongo rongo, es cuestionable.
9. El texto rongo rongo fijado en el “Bastón de Santiago” es «de naturaleza única» comparado con el contenido de otros textos rongo rongo. Es el único bastón grabado que ha sobrevivido hasta hoy de los antiguos rapanuis donde la profusión del signo controvertido 076 es más que evidente. Los datos del texto nos vienen transmitidos por mera fortuna; no conocemos con certeza el grado representativo de la lengua rapanui para poder hacer generalizaciones respecto al corpus entero rongo rongo. Teniendo en cuenta la falta de otros textos paralelos, las predicciones cosmogónicas tendrán más de conjetura, de provisionalidad y menos de hechos empíricos. Parece que el análisis comparativo del texto de “Bastón de Santiago” con otros textos rongo rongo queda fuera de lugar o resulta bastante enmarañado. Bajo esas circunstancias, no está muy claro cómo se podría aceptar o rechazar de manera irrefutable la hipótesis fischeriana como método probable de validación.
10. Fischer solo ofrece la traducción de una secuencia rongo rongo. Aunque hubiera hecho diana, salta a la vista que el desciframiento es parcial y periférico dentro del contexto completo de los documentos existentes del rongo rongo. Sería recomendable reproducir los valores fonéticos asignados por Fischer a otras secuencias para verificar su resultado. Por alguna buena razón, eso no ha ocurrido todavía. Es permisible decir que este hecho está reñido con la idea científica de un desciframiento transparente, tal como es debido.
11. Hasta el momento, Fischer no ha presentado una lista fidedigna donde vengan clasificados y sistematizados los signos rongo rongo emparejados con sus elementos fonéticos. Tal ausencia puede motivar a los investigadores que lleguen a un escollo, o dar con soluciones pintorescas de todos los gustos.
12. Queda por decir que hay que rendirse con rigor a la evidencia, proseguir cautelosamente con la investigación y evitar ilusiones, para poder arrojar luz sobre las inscripciones kohau rongo rongo.

### Howard Barraclough (Barry) Fell de la Sociedad Epigráfica Americana
El biólogo marino Howard Barraclough Fell, de la Universidad de Harvard, convertido en epigrafista (1911-1994), encontró que rongorongo era una especie de escritura secreta. Predijo que las lecturas del informante nativo Metoro Tau‘a Ure se habían realizado en un “lenguaje artificial de sacerdotes” y para entenderlas había que reinterpretarlas con la ayuda de las inscripciones halladas en Nueva Zelanda y en otros documentos maoríes [véase Fischer 1997:255-256]. Sin embargo, hay que tener en cuenta que Dr. Fell pretende haber descifrado otros enigmas epigráficos como el Disco de Festos y uno no sabe con certeza por qué los investigadores aún debaten acerca de dichas “escrituras” si Dr. Fell ya las hubiera acertado. Uno nota cierta propensión esotérica en su técnica de “'traducción” y eso hace que su trabajo en rongorongo se caracterice por la falta de solidez científica.

### Andis Kaulins
Otro ‘desciframiento’ ha sido ofrecido por Andis Kaulins. Dice haber identificado en la tablilla de Honolulú 3 (B.3622) una secuencia de signos alineados que «leídos de la derecha a la izquierda» llevan en sí un “zodíaco astronómico”. Por otro lado, Kaulins reconoce que los signos grabados rongo rongo “no son ni alfabéticos, ni silábicos, ni puramente jeroglíficos”, sino parte de “un concepto”. Para dar credibilidad y sustancia a lo que pretende, se refiere al documento ‘firmado’ aparentemente por algunos jefes nativos rapanui y entregado a la partida del capitán español Felipe González y Haedo durante su visita en 1770, quien reclamó el territorio recién descubierto en nombre del monarca Carlos III de España. Kaulins dice que «los pictogramas (o sea los signos rongo rongo) se han vuelto simplemente más y más ‘hieráticos’, o sea ‘cursivos’, como (es de esperar) que la escritura se vuelva así con el paso del tiempo». Si bien teóricamente eso es presumible –recordemos el caso de las tres formas de escritura propias del Egipto faraónico: jeroglífico, hierático y demótico– lo pronosticado por Caulins exigiría pruebas adicionales de documentos kohau rongo rongo ‘suscritos’ o ‘inscritos’ en cursiva para corroborar su derivación de la forma glífica. El estudioso italiano Facchetti (2002:212) da a conocer justamente que “il fatto che di tale presunto rongorongo corsivo non si avrebbe altro esempio all'infuori di questo, il che rende quest'ipotesi un ad hoc incredibile.” [traducción: "el hecho de que de tal presunto rongorongo cursivo no haya otro ejemplo salvo éste, hace que dicha hipótesis sea ad hoc no creíble.” Facchetti muestra otro argumento cuando dice que el signo 200 o 300 (catálogo de Barthel, 1958) —que conserva su forma original glífica en la suscripción—, contradice el resto de “letras cursivas” en las que viene el documento.
Adicionalmente, hay quienes sugieren que la firma de los indígenas podría ser sencillamente una reacción apurada o un intento de imitar la escritura de los españoles. Otro razonamiento que parece apoyar lo dicho es el siguiente: otras personas profanas o profesionales, podrían ver o captar otros símbolos/mensajes tras “los pictogramas” del documento ‘suscrito’ por el cacique. Con excepción de dos símbolos —el 200 (o 300) y el 51— (catálogo de Barthel, 1958) que figuran también en el conjunto petroglífico de la isla y que son un tanto identificables, el resto se parece más a los garrapatos de un niño y pueden ser interpretados desde numerosas perspectivas. Una persona entrevistada (que desea permanecer en el anonimato), tras visualizar los signos en cuestión, sugirió que “representan un documento de propiedad de tierras”. Mientras otra persona, sugirió que se trataba de "un cadáver y de posibles pistas para llevarnos hacia dicho cuerpo muerto”. Dadas las circunstancias, a uno no le queda más remedio que sospechar de la validez de la propuesta de Kaulins.

### Martha J. Macri
Martha J. Macri, especialista en antropología lingüística de la Universidad de California en Davis, ha desarrollado una actividad intensa en la materia de las lenguas indígenas norteamericanas y los sistemas de escritura de Mesoamérica. Es promotora del MHDP (Maya Hieroglyphic Database Project 'proyecto de base de datos de los jeroglíficos mayas'). Entre otras cosas, Macri ha publicado un estudio breve titulado «Rongo rongo de la isla de Pascua» en Sistemas de escritura del mundo de Peter Daniels y William Bright, donde defiende la hipótesis logográfica-fonética de la caligrafía rongo rongo. Según Macri, el rongo rongo encierra un grupo central de signos —menos de 70— que se combinan entre sí fusionándose para generar la mayor parte del inventario de elementos. Al igual que el ruso Pozdniakov, propone que rongo rongo es, en esencia, un silabario más un número determinado de logogramas, en el que ciertos logogramas como «la luna creciente» o «el lagarto», no forman signos compuestos. Por tanto, es de asumir que los signos se muestren semejantes a los bloques fonéticos (sílabas + vocales), donde cada uno podría representar palabras individuales del idioma antiguo rapanui. Hay que comentar que entre algunos investigadores parece que se ha establecido cierto consenso en relación con esa propuesta que goza de plausibilidad.
Sin embargo Macri, al igual que Pozdniakov, Fischer y otros investigadores, aún no ha ofrecido una lista detallada de valores fonéticos correspondientes a los signos rongo rongo, a la manera de Michael Ventris con el “Lineal B”. Ese terreno de investigación parece prometedor y otros eruditos están concentrando sus esfuerzos para dar con la clave de desentrañar el misterio rongo rongo.

### Michael H. Dietrich
En un artículo editado en el tomo octavo de Asian and African Studies (estudios asiáticos y africanos) de 1998 y 1999, titulado Little Eyes on a Big Trip. Star Navigation as Rongorongo Inscriptions (‘Ojos pequeños – acerca de un largo trayecto. Navegación estelar en las inscripciones rongo rongo”), Michael H. Dietrich, diseñador y artista gráfico de Estutgardo (Alemania), presenta la hipótesis de que el rongo rongo no contiene textos de naturaleza coherente que impliquen historias y rituales de génesis, cantos religiosos, listas genealógicas, etc. En su lugar, se aventura a predecir que en las tablillas de kohau rongo rongo vienen tallados mapas de orientación de índole astronómica. Los antiguos polinesios tenían fama de ser navegantes experimentados que podrían cubrir enormes distancias en el Pacífico, sin la asistencia de instrumentos y bajo la guía de las estrellas, los vientos, el vuelo de las aves y las corrientes marinas. En ese aspecto, los antiguos rapanuis, al igual que los otros polinesios, pasaban oralmente la información acumulada de una generación a otra. A partir de esos supuestos, Dietrich realizó paralelamente observaciones de cuerpos celestes para dar firmeza a su teoría y luego concluir que las tablillas kohau rongo rongo fueron diseñadas y ejecutadas exclusivamente en tanto que lista de instrucciones para «navegación sideral» a través del océano Pacífico. El secreto del rongo rongo por tanto, según el investigador alemán, reside en escudriñar la sabiduría polinesia recogida durante los siglos en el campo de la astronomía.

### Egbert Richter-Ushanas
El investigador alemán de Bremen Egbert Richter-Ushanas, ha ofrecido otra alternativa de desciframiento. Tras analizar dos de los objetos incisos con signos rongo rongo, el ornamento pectoral “Reimiro 2”, alias 'el Reimiro de Londres 9295' y el “Hombre-Pájaro de Nueva York”, nota la presencia de los signos 050 y 051 (catálogo de Barthel, 1958) que tradicionalmente han sido relacionados con símbolos de fertilidad y productividad en el folclore rapanui, representando la vulva o la tierra, en tanto que recipientes del semen y elementos de procreación. A partir de eso y probablemente refiriéndose a lo relatado por Métraux en su informe etnológico (1940:106), «cada muchacha estaba sobre una roca llamada papa-rona, con las piernas separadas y bien abiertas, mientras dos hombres por debajo le examinaban la vulva» (), Richter-Ushanas se inclina a creer que las secuencias contienen información acerca de “ceremonias de defloración”, “circuncisión” e “inspección de vulvas”. Todo eso estaba vinculado con actos sagrados de iniciación (conocidos como take) de las doncellas y jovencitos en estado de pubertad, cumpliendo con su papel designado en la antigua sociedad de Rapa Nui. Abajo viene una muestra de lo traducido:

After the incision of the fish,

after the vulva has been inspected,

after the vulva has been pierced,

after the good thing (the vulva) has been grasped,

the fish and the vulva are carved on the rock”.

If the vulva is small, they incise (the sign of) of the vulva on the rock.

The girl's vulva is the navel of the earth,

the girl's vulva is the navel of the earth,

the girl's vulva on the hill, the girl's vulva.
Después de la incisión del pez,

después de ser inspeccionada la vulva,

después de ser perforada la vulva,

después de que la buena cosa (la vulva) haya sido agarrada,

el pez y la vulva han sido grabadas en la roca.

Si la vulva es chica, ellos graban (el signo) de la vulva en la roca.

La vulva de la muchacha es el ombligo de la tierra,

La vulva de la muchacha es el ombligo de la tierra,

La vulva de la muchacha en la colina, la vulva de la muchacha.

En muchas sociedades tribales, los ritos simbólicos de iniciación mujeril, relacionados con la toma de consciencia del dolor y de la procreación, eran comunes, elaborados y de suma importancia para su supervivencia entre las adversidades. A medida que los valores fonéticos, asignados por Richter-Ushanas en solo dos manuscritos particulares rongorongo, no vayan reproduciéndose en el corpus entero para obtener una lectura coherente, se podrá afirmar que la traducción quedará dentro de un ámbito puramente especulativo.

### Richard W. Sproat
Richard W. Sproat es un experto en lingüística computacional y sistemas de escritura del mundo, primero con base en la Universidad de Illinois en Urbana-Champaign, Estados Unidos, y actualmente trabajando en la Universidad de Sanidad y Ciencias de Oregón, Portland, Oregón, EE. UU. Él es responsable de un estudio importante: Approximate String Matches in the Rongorongo Corpus. Siguiendo con la tradición de Kudryavtsev y de Guy respecto a la búsqueda de pasajes similares en varias tablillas rongo rongo, descubrió mediante el uso computacional de “datos numéricos de sufijo” [‘suffix array’] correlaciones parciales ulteriores en el corpus de las tablillas rongo rongo existentes. Entre las conclusiones más destacadas de su trabajo, están las siguientes: a) “…the various forms of the glyph included by Barthel under the same basic numerical code are in fact just variants of the same glyph rather than separate glyphs.” [Traducción: “varias formas de los glifos incluidos por Barthel en el mismo código básico numérico son, de hecho, sencillamente variantes del mismo glifo, y no glifos separados”. b) “…the Santiago Staff seems to be an isolate, matching with almost nothing else except itself.” [Traducción: “el texto del ‘Bastón de Santiago’ “parece ser una reliquia aislada, que no está correlacionada con casi ninguna cosa, excepto consigo misma“]. c) “…with sufficient assumptions about what may be present, any string can match with any other string, so it's not clear how one would falsify Fischer's claim in the absence of independent evidence.” [Traducción: “con suficientes suposiciones sobre lo que podría estar presente (en otros textos rongo rongo), cada secuencia puede correlacionarse con cada otra secuencia, así que no queda claro como uno puede falsificar (aceptar o rechazar) la afirmación de Fischer, considerando la ausencia de evidencia independiente”]. Su artículo pone de manifiesto la utilidad de modelos de computación y la relevancia del análisis distribucional, estadístico y comparativo de las secuencias glíficas para avanzar en los estudios rongo rongo. Parece que los éxitos venideros en ese campo estarán enlazados estrechamente y acorde con la aplicación de tales análisis.

### Giulio M. Facchetti
Giulio M. Facchetti, profesor e investigador con sede en la Libera Università di Lingue e Comunicazione (IULM), Milán, Italia, publicó en 2002 un libro titulado Antropologia della scrittura. Con un’appendice sulla questione del rongorongo dell’isola di Pasqua. ("Antropología de la escritura. Con un apéndice sobre el asunto del rongorongo de la Isla de Pascua.”), el cual merece completa atención aquí. Él trata de responder en su apéndice a las exigencias del método científico haciendo todo lo posible para dilucidar algunas cuestiones relacionadas con el kohau rongo rongo. Se puede estimar que tras examinar los pormenores de la interpretación del calendario lunar por Jacques B.M. Guy (1990) y tras encontrar parentescos con otros sistemas de escritura, como el sumerio o el egipcio antiguo, Facchetti (2002:206) es susceptible a creer que rongorongo “sia un sistema di scrittura pienamente sviluppato”, [Trad: “sea un sistema de escritura completamente desarrollado”] en sintonía con tales autores como Guy, Fischer, Pozdniakov y Macri. Otra contribución suya se refiere a las lecturas de Metoro ya recogidas en una lista particular por el obispo Jaussen. A lo largo de los años, la credibilidad de Metoro ha sido debatible dadas las opiniones contrapuestas. Él apoya a Métraux respecto a la aptitud de Metoro para reconocer los signos kohau rongo rongo diciendo “le letture di Metoro, e soprattutto la lista di segni con relativa interpretazione ricavata da Jaussen …sembrano poter essere utilizzate, in molti casi e con le dovute cautele, per identificare l'oggetto rappresentato dal segno o perfino il suo significato” (2002:203). [Trad: “las lecturas de Metoro, sobre todo la lista de signos con la relativa interpretación sacada de Jaussen… parecen ser capaces de ser utilizadas, en muchos casos y con la debida precaución, para identificar el objeto representado por el signo o incluso su significado.”] Facchetti realiza una faena especial cuando analiza el trígrafo repetido ‘008.078.711’ (catálogo de Barthel, 1958) que aparece en las secuencias segmentadas por Guy (1990) y etiquetadas con la letra B. Descomponiendo el trígrafo y comparando sus elementos constituyentes con la Lista de Jaussen, él nota que el signo 008 corresponde a ‘ra’à’ [Trad: sol / ‘ahí’: fuego / ‘hetu’u’: estrella, cuerpo celeste] (p. 2); el signo 078 corresponde a ‘higa’ [Trad: caer] (p.10), viendo una “composición pictográfica… sencillamente para indicar “el desplazamiento de un cuerpo celeste”. Respecto al tercer signo 711, el pez “boca arriba” o “boca abajo”, Facchetti no excluye el valor fonético “hiti” para el, siendo «el nombre de un pez particular» y asimismo «homófono del verbo reaparecer (usado específicamente con la luna y las constelaciones» La coherencia semántica y fonética percibida en ese signo compuesto, empuja a Facchetti a proponer la verificación de ese fonograma en otros contextos.
A diferencia de Guy, Facchetti (2002: 221, 224, 226) se muestra más optimista en cuanto a un desciframiento futuro de los textos kohau rongo rongo. Descartando la idea de una “clave” milagrosa, él recurre a cierto paralelismo entre los esfuerzos hechos para comprender la escritura maya y los necesitados para la comprensión y la lectura de kohau rongo rongo. A partir de ello, el estudioso italiano admite un proceso largo y de carácter progresivo donde el análisis combinatorio y comparativo de los signos se da por sentado.

## La próxima generación de estudiosos

### Albert Davletshin
Albert Davletshin del Centro Knorosov de Estudios Mesoamericanos, de la Universidad Estatal Rusa para Humanidades Moscú, presentó en 2002 un artículo relacionado con la inserción de nombres, apelativos y títulos en tres textos distintivos rongorongo,  la Tablilla de Pequeña Santiago [verso] (alias «texto G»), el Bastón de Santiago (alias «texto I») y la Tablilla de Honolulú B.3629 (alias «texto T»). Esos textos despliegan secuencias hacinadas en las que se nota la ocurrencia frecuente del signo 076 (véase Barthel 1958). El signo en cuestión apunta hacia un elemento perentorio en un texto o en secciones de texto de carácter homogéneo, cuya naturaleza sigue aún siendo polémica entre los estudiosos.
Se da la circunstancia que las secuencias en los tres artefactos examinados no son idénticas. Según el autor, el Bastón de Santiago presencia el signo 000/199 (la barra vertical que puede tener valor logográfico), casi ausente u omitido en los otros dos textos (véase Melka 2009:38); en los textos del Bastón de Santiago y de la Tablilla de Honolulú B.3629 no aparecen fragmentos de textos no-marcados y en el verso de la Tablilla de Pequeña Santiago, las secuencias glíficas poseyendo el signo 076 vienen distanciadas por segmentos de texto no-marcados por el signo tanteado. Davletshin, bien adiestrado en formas de escritura del mundo, se desvía de las especulaciones inmerecidas y da explicaciones escuetas y estimables sobre los valores del mencionado signo. Tras elaborar la propuesta de Butinov y Knorosov (1957), tras el análisis de las estructuras incrustadas de rongorongo y tras referencias a fuentes verídicas académicas, etnográficas e históricas, se ofrece a deliberar que en la Tablilla de Honolulú B.3629 (alias «texto T») hay listas de nombres parcialmente marcados con títulos; en la Tablilla de Pequeña Santiago [verso] (alias «texto G») hay seis sucesiones de nombres, separados por fragmentos textuales no-marcados con el signo 076, mientras que en el documento extenso del Bastón de Santiago (alias «texto I») aparece una lista exclusiva de más de 500 nombres.
Entre otros supuestos del ensayo, el signo 076 viene designado como ‘silábico,’ correspondiendo a “ko,” un marcador de sujeto, siendo revisado así el valor patronímico de Butinov y Knorosov (1957). Ese marcador suele ir en posición inicial, delante de nombres, en genealogías e inventarios onomásticos. Dada la compilación de esos artefactos en donde pueden aparecer tales géneros de kohau rongo rongo como «catálogos de nombres de víctimas y sacrificados», «catálogos de nombres de fugitivos», acatálogos de «nombres de difuntos/sucumbidos’ y «anales,» lo enunciado por el autor cobra visiblemente fuerza y plausibilidad. En conclusión, hay que decir que la escasez del material rongorongo con el signo 076 como atributo de textos distintivos, no obstante, impermeabiliza la identificación rotunda de apelativos y por ende, no posibilita una sostenida autonomía de investigación.

### Paul Horley
Paul Horley de la Universidad Nacional Yuri Fedkovych Chernivtsi, Ucrania, editó en 2005 en la ‘Revista de Rapa Nui’ el artículo «Allographic Variations and Statistical Analysis of the Rongorongo Script» (traducción: ‘variaciones alográficas y análisis estadístico de la escritura rongorongo’). Él intenta —con denuedo y ambición— abordar los problemas esenciales que presenta el fenómeno kohau rongo rongo hoy en día: 1. simplificación y reorganización del catálogo de Barthel (1958); 2. esclarecimiento de la naturaleza de las inscripciones aportando un total análisis estadístico; 3. teorizar acerca de la edad de las inscripciones y 4. ofrecer sugerencias distintas, p.ej., la forma de grabado y la dirección de la lectura de los glifos; el posible significado del glifo 076 (el supuesto ‘falo’ en la hipótesis de Steven R. Fischer, 1995a, 1995b).
1. Varios investigadores (Guy 1985, 2006, Pozdniakov 1996, Fischer 1997, Sproat 2003, 2007) han recalcado que el repertorio de glifos registrado por Barthel (1958), por práctica y ‘forzosa’ que sea su vigencia, es defectuoso en cierta medida, debido a la ausencia de criterios claros de catalogación, como también debido a cierta ‘arbitrariedad’ intrínseca que Barthel (1958) no pudo eludir. Eso se nota particularmente a la hora de examinar los glifos complejos y encontrar las partes integrantes. Así, no hay aún un compromiso sobre la manera de descomponerlos y fijarlos apropiadamente. El argumento se vuelve más difícil si uno se pone a discurrir sobre las versiones estilísticas encajadas o embutidas de manera caprichosa en un mismo glifo o en una secuencia similar de glifos aparentemente incisos por distintos escribas de la antigua Rapanui en el curso de los años y en el ámbito de diferentes escuelas locales. Hay que recordar que el corpus existente, por razones históricas, se debe al azar y ya ha sido establecido. Por lo tanto, uno se ve obligado a satisfacerse con comparaciones fortuitas inter-contextuales que pueden ser algo ventajosas. Definir el número de glifos rongorongo responsables de un «núcleo de base» capaz de generar variabilidad y recombinaciones ulteriores, parece con razón tarea obligatoria, al igual que en otros casos de sistemas de escritura del mundo. Y eso se debe al hecho de que sin tener una nomenclatura objetiva y metódicamente ordenada y explicada respecto a su modo de prescribir los glifos de acuerdo al contexto, no se puede pronosticar a qué forma de ‘escritura’ correspondería rongo rongo. Si fuera un sistema esencialmente silábico, rongo rongo podría contener entre cincuenta (50) y setenta y pico (>70) signos, pero en caso de que resultara logo-silábico (logogramas + sílabas), podría contener varios centenares, por no mencionar el hecho de que si fuera puramente logo-gráfico o icónico, rozaría un millar de signos o más. A pesar de que el corpus es limitado y ‘cerrado,’ lo que hay que hacer es proceder hacia dicho análisis para maximizar el hallazgo de un «núcleo de base», y luego de un «sistema de concordancia» mediante el cual se podrían recuperar todas las formas básicas y sus supuestos variantes, los alomorfos en otras palabras. En un caso hipotético, la ‘concordancia’ se podría aplicar a textos genuinos antiguos de la tradición oral pascuence para acertar con algún paralelo. Horley (2005) es bien consciente de esos problemas, y luego de examinar y cotejar la estructura de un número de documentos, ofrece un catálogo (2005:111-112) compuesto por cincuenta (50) glifos primordiales y variantes ajustados. Seguidamente, tras análisis estadísticos, el autor ofrece mapas de concordancia entrópica entre la distribución de palabras (a base de sílabas) en textos rapanui y modelos de escritura rongo rongo en búsqueda de efectos fonéticos (véase p.ej. Zipf 1949:85). El espacio de publicación que tendría a su disposición para plantear más datos y pruebas a favor de su hipótesis, sería un impedimento para esclarecer detalles respecto a cada aportación en su lista. Además, cualquier persona que está en términos íntimos con la proposición de George Zipf (1949) puede señalar que ese modelo se ha aplicado con igual éxito por investigadores independientes en diferentes terrenos de la ciencia, en algunos de los cuales no se dan para nada elementos lingüísticos. En dicho contexto, queda por resaltar que la distinción concreta y exhaustiva entre sistemas propensos a la oralidad o no, será el próximo paso a emprender.
2. La edad de las inscripciones kohau rongo rongo ha estado constantemente bajo debate. Las corrientes principales implicadas son: la que da argumentos a favor de la escritura creada tras el contacto con los europeos en el siglo XVIII (la visita de dos barcos españoles en 1770) y la que alega que kohau rongo rongo antecede la llegada de los europeos, siendo por tanto producto original rapanui. La primera, representada por Kenneth P. Emory, Steven R. Fischer y Giulio M.Facchetti, aduce que los rapanuis tomaron la idea de los españoles a modo de Sequoyah, un indio cheroqui, quien inventó un silabario incitado por el encuentro con los colonos blancos en 1821 en Norteamérica. Otro argumento es la ausencia en gran escala de vestigios de inscripciones sobre materiales de grabadura, en particular, piedras y roca, p.ej., sobre las estatuas de moais. La segunda, representada principalmente por Georgia Lee de la UCLA y por Jacques B.M. Guy, sostiene que hay un número de pinturas rupestres en rocas y cavernas en las que ciertos motivos evocan el estilo de los rongorongo.[56] Lee (1992) especifica ‘Certain designs in the rock art were established as rongorongo glyphs, allowing us to postulate that the carved wood tablets antedated contact with the western world’ [Trad: ‘Ciertos diseños en el arte rupestre han sido establecidos como glifos rongorongo, permitiéndonos postular que las tablillas grabadas de madera precedían el contacto con el mundo occidental.’]  tampoco se deja convencer por la idea de Fischer referente a la importación de la forma de escritura de los europeos.‘When we know that a tablet has been identified as containing a lunar calendar (Barthel 1958) or perhaps an astronomical canon for predicting when intercalary nights should be inserted in the month (Guy 1990), it is difficult to entertain the proposed notion that the Easter Islanders got the idea of writing in 1770 from visiting Spaniards, had forgotten about it all by 1864, and meanwhile used the little timber they had to record stories of X copulating with Y to beget Z.’ [Trad: ‘ Cuando ya sabemos que una tablilla ha sido identificada que contiene un calendario lunar (Barthel 1958) o tal vez un canon astronómico para predecir cuando se deben insertar ‘las noches intercaladas’ en un mes (Guy 1990), es difícil considerar la noción propuesta que los pascuences recibieron la idea en 1770 tras la visita de los españoles, que la hubieran del todo olvidado hacia 1864 y entretanto que hubieran empleado la poca leña que tenían para grabar historias del X copulando con Y para producir Z’]. Aunque Lee y Guy llevaran razón, no se podría excluir cierta posibilidad, por remota que fuese, de que los antiguos petroglifos carecieran de valores fonéticos antaño y que recibieran esa función una vez consumada la visita de los españoles en 1770. Horley se decanta por la postura de Lee y Guy, ofreciendo más imágenes encontradas en las formaciones rojas de escoria (que servían de ‘sombreros’ a los moais) y en estatuillas de madera posiblemente representando paralelismos con los ko hau rongorongo. En ese contexto, él reivindica también la idea de que la tablilla ‘Tahua’, grabada en un remo de una nave europea o norteamericana del siglo XVIII o XIX, contiene un texto rongorongo significantemente largo dando fe de una escritura ya desarrollada. En este punto recordamos que esa incógnita continúa siendo aún opaca y lo propuesto por Horley tendría más base y credibilidad si aparecieran pruebas ulteriores de grabados, sea sobre madera, sea sobre roca.
3. Refiriéndose al trabajo de Guy (1982:447) respecto a la orientación de grabado y lectura de los glifos fusionados que se podrían leer de abajo para arriba,‘Such fused glyphs, therefore, have been read – and almost certainly also carved –from bottom to top.’ [Trad: ‘Tales glifos fusionados, por consiguiente, se habrían leído – y casi ciertamente asimismo grabado – desde abajo hacia arriba.’], Horley (2005:110) toma partido por la conclusión de Guy. De todos modos, él dice ‘… some exceptions exist’ [Trad: ‘…algunas excepciones existen’], citando los ejemplos de los glifos 551 y probablemente, los catalogados por Barthel (1958), de 730 a 739, «las criaturas marinas».
4. El signo 076, el presunto ‘falo’ en la traducción de Fischer (1995a, 1995b, 1997b), recibe también debida atención por Horley, quien ve en el un ‘stable repetitive pattern’ [Trad: ‘patrón estable repetitivo’] en el 'Texto I' y a la vez, trata de hallar un ‘paralelo’ en la lengua rapanui. En lo tocante a su significado, Horley (2005:109) se inclina por la partícula vocativa ‘e’ (véase Du Feu 1996:125), ya que las tablillas podrían incluir creaciones indígenas, tales como cantos, himnos o canciones variados. Dicho vocativo es frecuente en el folclore rapanui.

Así, Métraux (1940:355-6) ofrece un modelo de canto folclórico rapanui de ‘Lamentación’.
Lament (Lamentación)
En rapanui,

E hata tae kava
 E kakai koe ia, Tau-mahani, i te
 vie honui e.
 
 E hata tae kava e,
 E ka kai koe ia, Tau-mahani, i te
 vie honui e.

En inglés,

You eat, Tau-mahani, the respectable
 woman.
 
 O bug that does not smell
 You eat, Tau-mahani, the respectable
 woman.

Traducido al español,

¡Oh!, bicho que no huele
 ¡Oh!, tú que comes a Tau-mahani, la respetada
 mujer.
 
 ¡Oh! bicho que no huele
 ¡Oh! tú que comes a Tau-mahani, la respetada
 mujer.

Si bien plausible, esa sugerencia atrevida tiene que ser comprobada por otros estudiosos durante sus investigaciones independientes. Se debe tomar en cuenta que varios autores, como Knorozov y Butinov (1957), Barthel (1958), Fischer (1997) y Guy (1998), han reclamado el significado del signo 076, objeto de discusión permanente en ‘el foro’ de los rongorongo.

### Mari de Laat
El libro “Palabras Extraídas de Madera: Propuestas para el Desciframiento de la Escritura de la Isla de Pascua” de Mari de Laat fue publicado en Holanda en 2009.
El autor ofrece un detallado trabajo en sus 300 páginas sobre la asignación de valores fonéticos y la traducción de tres textos importantes rongorongo: los de la tablilla ‘Tahua,’ de la tablilla ‘Aruku Kurenga’ y de la tablilla ‘Keiti.’ La consideración principal planteada es la de una escritura mayormente silábica, propuesta anteriormente por Macri (1996) y Pozdniakov (1996). La faena en sí misma resulta impresionante, si asumimos el tiempo dedicado y analizamos el tratamiento esmerado del tema. Los resultados obtenidos son otro asunto y su veracidad suscita preguntas difíciles de contestar. Si nos referimos al artículo de Paul Horley (2009a), allá podemos encontrar argumentos claros que le quitan tamaña importancia a lo ofrecido por de Laat (2009).
Otros dos argumentos que se pueden añadir a la materia y que necesitan aclaración son los siguientes: el signo compuesto 380.001 que representa a una ‘persona sentada en perfil llevando una vara’ es leído en la tablilla ‘Keiti’ como Taea, un personaje a quien se le imputa el asesinato de su mujer. El compuesto glífico 380.001 ha sido reclamado como determinativo silencioso por varios autores (véase Barthel 1958:304, 309-310; Guy 2006; Horley 2007:27), marcando el inicio de secuencias breves que incluyen listas y otras fórmulas esterotipadas y manifestado en un número de inscripciones rongorongo. Hay siete adicionales textos rongorongo en los que se evidencia de modo directo o indirecto, de modo profuso o modesto, el uso del grupo delimitador 380.001. Si la identificación fuera acertada y teniendo en cuenta que las inscripciones existentes de rongorongo se deben al puro azar (sea por obsequio, por recolección o por compra), eso significaría que el presunto uxoricida Taea aparece en más del 25% del corpus presente. Si nos remontamos al tiempo del Hermano Eyraud (1864) quien dio a conocer al mundo la existencia de rongorongo, inscrita posiblemente en centenares de objetos y conservados en las chozas y casas de los nativos pascuences, el hecho discutido, por analogía, se traduciría en lo siguiente: una, o partes de una de cuatro tablillas o copias producidas en las distintas ‘escuelas’ de rongorongo implicaría de una forma u otra al impulsivo Taea y sus actos. Dicha propuesta sugiere que Taea era el protagonista de muchos cuentos y narrativa en la antigua Isla de Pascua, amenazándole o incluso arrebatándole protagonismo a la divinidad suprema de los nativos, Makemake, el hacedor del mundo y de muchas de sus criaturas. Resumiendo, los pascuences antiguos tenían mejores cosas que hacer que grabar en un dos por tres el drama de un tal Taea en sus apreciadas piezas de madera, un material bien raro de por sí debido a la deforestación creciente de la superficie de la isla.
El valor fonético ‘mo’ asignado al glifo 076, véase de Laat (2009:27-28), asume múltiples traducciones debido al carácter polivalente de la lengua pascuence, condicionada por el inventario reducido de fonemas. Cabe decir que hay tres textos rongorongo que forman probablemente un subgrupo dentro del corpus existente, cuya naturaleza distintiva llama particularmente la atención. Son los del Bastón de Santiago (texto Ia), el de Honolulú 3629 (texto T) y el del verso de la pequeña Tablilla de Santiago (texto Gv). Esos textos están estructuralmente marcados por repetidas secuencias breves de naturaleza triádica en su mayoría (aunque no faltan para nada las excepciones) que posiblemente concuerden con listas de víctimas y de asesinados en guerras y refriegas (las famosas kohau îka), con listas de conjuros y maleficios mágicos (las timo), con listas genealógicas, etc. Si reproducimos el supuesto ‘mo’ a lo largo y ancho de las tres mencionadas inscripciones en las que aparece 076, uno se pregunta por qué no hay consistencia, ni fonética (según de Laat 2009), ni semántica (conforme el modelo de las tradiciones orales de la isla, véase Thomson 1891, Routledge 1919, Métraux 1940:395, Barthel 1958, Fischer 1997:287, Guy 1998c:109).

### Martyn Harris y Tomi S. Melka
La revista ‘Journal of Quantitative Linguistics’ ha publicado un estudio respecto a la detección de género y otros asuntos co-rrelacionados en un número de antiguas inscripciones rongorongo de la Isla de Pascua.
Los autores Martyn Harris y Tomi S. Melka (2011a, b) desarrollan un análisis preliminar propuesto por Melka acerca de la posible afinidad (semántica y/o fonética) entre los glifos representando îka (el glifo 700 parecido a un ‘pez’ [îka] según la nomenclatura de Barthel 1958) y los ‘pájaros fragata’ (glifo 600 y algunos variantes) en los textos rongorongo, basándose en una breve secuencia de glifos ornitomorfos en la tablilla ‘Mamari.’ Los estudiosos submiten al análisis textos que contienen listas posibles, tales como ‘Mamari,’ ‘la Menor de Santiago,’ el ‘Bastón de Santiago,’ y la tablilla ‘Honolulú B.3623,’ planteando que fragmentos de esas puede que incorporen listas de ‘víctimas y de asesinados’ (véase Routledge 1919, Knoche 1939, Barthel 1958, Fischer 1997, Guy 1998c, Davletshin 2002) y de conjuros y maleficios conocidos en tiempos pasados como timo, cuyo propósito era ofrecer amparo de los espíritus malignos y perjudicar y causar la muerte de agresores y malhechores (véase Englert 1948).
Su trabajo adopta una metodología mixta que incluye varias disciplinas científicas, p. ej. etnología, antropología, lingüística de corpus, estadística léxica, y extracción de información para corroborar la hipótesis. Los resultados parecen revalidar su conjetura inicial; no obstante, durante el curso del ensayo ellos se atribuyen la autoría de haber identificado una correlación entre el glifo 6 (el de forma de ‘mano’ [rima]) con los glifos 700 y 600, lo cual sugiere un paralelismo con la acción de ‘agarrar’ o ‘capturar,’ si encima se considera el género de esos textos-claves. Es altamente probable que dicho glifo, i.e. 6, corresponda en varios contextos a una partícula posesiva, tal como fue propuesto en un trabajo anterior de Pozdniakov & Pozdniakov (2007).
El artículo es de interés en el sentido de que es multidisciplinario. De todas maneras, es todavía prematuro afirmar si lo suyo es del todo acertado. Dejemos que el tiempo pase dictamen sobre esa línea de investigación y comprobar si su método es fructífero en términos de contribuir a un desciframiento factible del rongorongo.